# Virginia Occidentale nella guerra di secessione americana

Prima proposta per la costituzione del nuovo Stato di Kanawha: una secessione nella secessione.

Il territorio che sarebbe divenuto il nuovo Stato federato della Virginia Occidentale si schierò fin dall'inizio della guerra di secessione americana dalla parte dell'Unione, nonostante il fatto che la Virginia fosse uno stato schiavista.
Entro l'estate del 1861 le truppe dell'Union Army guidate dal generale dell'Unione George McClellan conseguirono una serie di vittorie nella Campagna della Virginia Occidentale che respinsero fuori dalla zona la Confederate States Army di Robert Edward Lee.

Il presidente degli Stati Confederati d'America bastona la Costituzione degli Stati Uniti impigliata in una serpe dopo aver calpestato la bandiera degli Stati Uniti in una vignetta satirica del 1863.

Conseguentemente le contee nord-occidentali dello Stato virginiano "liberate" formarono un proprio governo autonomo, a maggioranza essenzialmente filo-unionista, a seguito della Convention di Wheeling. Prima della loro ammissione ufficiale nell'Unione avvenuta nel 1863, tale governo rivendicava formalmente la giurisdizione sull'intera Virginia, sebbene fin dal momento della sua creazione fosse impegnato nella costituzione di uno Stato separato.
Dopo il ritiro delle truppe confederate la Virginia Occidentale continuò ad essere il bersaglio di incursioni sudiste, anche dopo essere divenuta Stato federale. Queste incursioni, associate a razzie, s'incentrarono sia sulla fornitura di provviste per l'esercito confederato sia su attacchi contro la ferrovia Baltimore e Ohio che collegava gli Stati Uniti d'America nord-orientali con quelli medio-occidentali. Una delle operazioni più grandi fu il raid Jones-Imboden di aprile-maggio 1863. La guerriglia condotta da forze secessioniste più o meno inquadrate nei comandi regolari afflisse anche il nuovo Stato, in special modo nelle contee dei monti Allegani ad est, ove la lealtà nei confronti della presidenza di Abraham Lincoln risultò meno compatta rispetto alla parte fortemente unionista del Nord-ovest.
(Raimondo Luraghi, Storia della guerra civile americana BUR 1994 Vol I, pag. 329.)

## Storia

### Eventi politici
Il 17 aprile 1861 la Convention statale riunitasi a Richmond dichiarò la propria secessione. Quasi tutti i delegati delle contee poste ad ovest degli Allegani si espressero invece votando contro la secessione; la maggior parte della popolazione e dei funzionari pubblici di quelle zone rifiutò subito le direttive provenienti dal governo statale secessionista. 

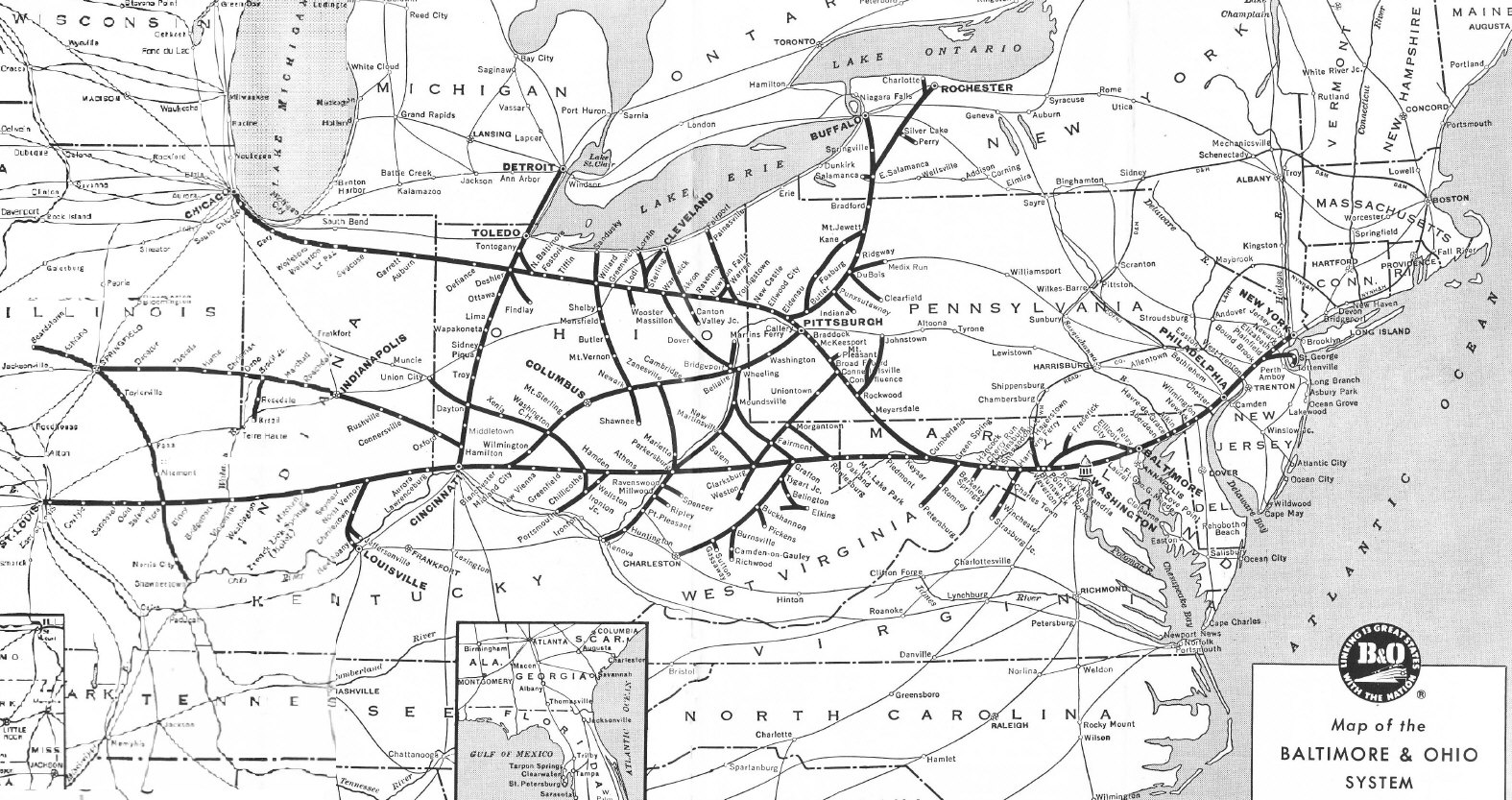
La tratta ferrata strategica della Baltimore and Ohio Railroad.

Il 22 aprile si tenne a Clarksburg un comizio di massa a favore dell'Unione. La regione era estremamente importante per i nordisti; passando tra il confine marylandese e il fiume Ohio la sua tratta ferroviaria risultava essere di primario interesse strategico.

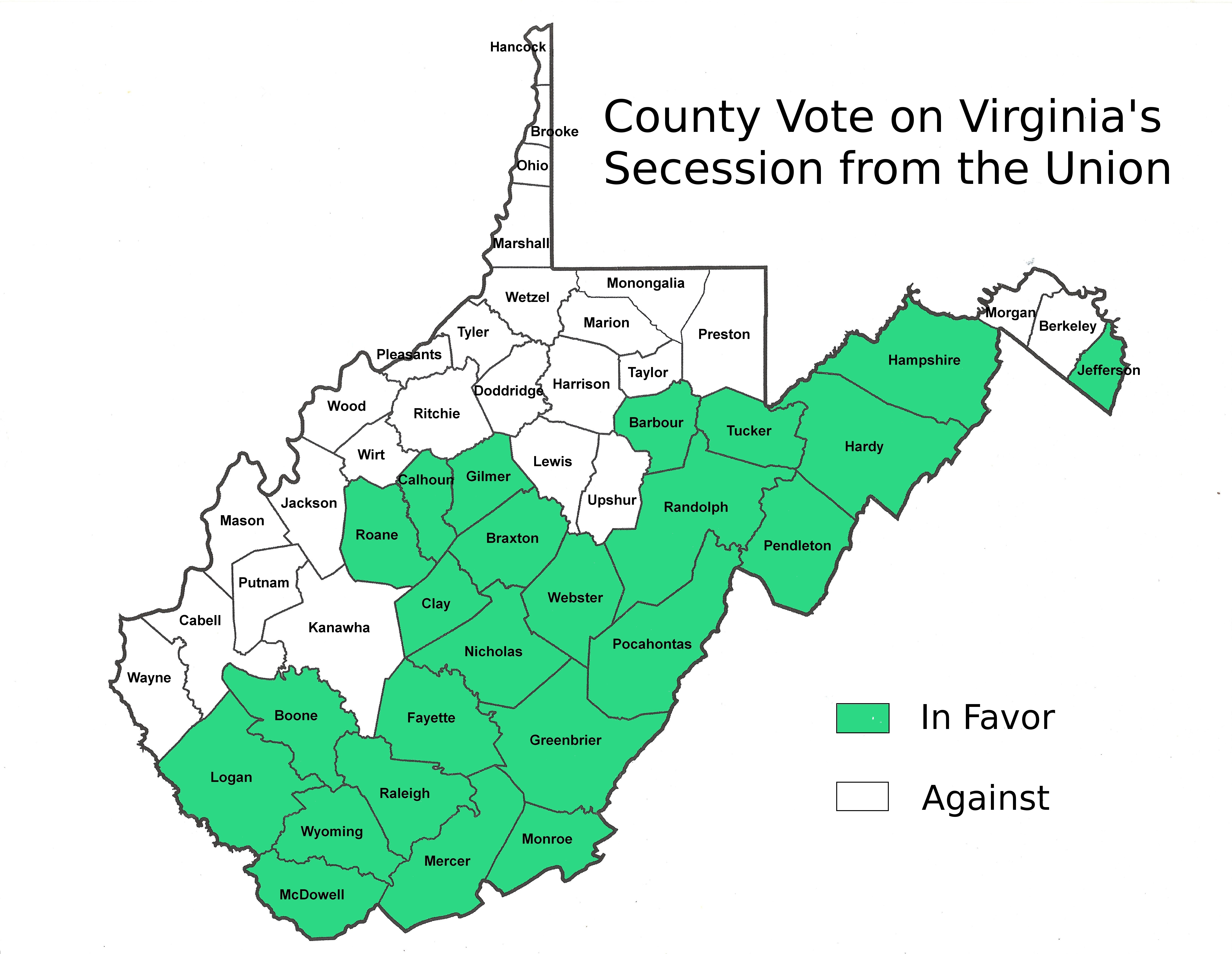
I risultati del voto sull'Ordinanza di secessione (23 maggio) virginiana, tutto il Nord-ovest si schierò a favore del mantenimento dell'unità nazionale.

Il 15 maggio gli unionisti della Virginia Occidentale convocarono la prima sessione di quella che divenne conosciuta col nome di Convention di Wheeling. Molti vi parteciparono informalmente e per scelta autonoma, quindi la riunione poté solamente denunciare l'Atto di secessione e richiedere un'elezione formale dei propri delegati. Questi, dopo essere stati eletti, s'incontrarono nella seconda sessione svoltasi l'11 giugno. Il 20 si dichiarò che aderendo alla secessione i funzionari governativi virginiani avevano di fatto ed automaticamente perduto tutte le loro cariche che pertanto erano vacanti. Vennero quindi eletti dei sostituti statali, creando il "Governo restaurato della Virginia" in rappresentanza di 34 contee dell'Ovest.

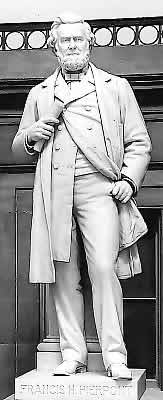
La statua dedicata a Francis Harrison Pierpont, alla National Statuary Hall Collection.

Il nuovo governo fu sostenuto in quelle aree in cui l'opposizione alla separazione dall'Unione risultava esser più forte. Le truppe militari federali tenevano sotto il proprio diretto controllo anche le tre contee più settentrionali nella valle dello Shenandoah e, nonostante le opinioni a favore della secessione della maggior parte dei suoi residenti, furono soggette al nuovo "Governo restaurato", presieduto da Francis Harrison Pierpont.
Già nella prima Convention di Wheeling alcuni delegati proposero l'istituzione immediata di uno Stato separato; altri tuttavia osservarono che la sua creazione avrebbe richiesto - ai sensi dell'Art IV della Costituzione statale - il consenso preventivo della Virginia. Fu così necessario istituire il governo restaurato per poter dare quel consenso, che venne concesso il 20 agosto 1861.
Un successivo referendum popolare tenutosi in ottobre approvò la costituzione in Stato decisa dai suoi rappresentanti; una Convention costituzionale s'incontrò ed il lavoro prodotto venne approvato tramite un ulteriore referendum nell'aprile del 1862.

Il Congresso degli Stati Uniti approvò a sua volta il nuovo Stato a dicembre, ma con la condizione che la schiavitù dovesse venire abolita. Questa pregiudiziale richiese l'istituzione di altra Convention e di un susseguente referendum; la nuova Costituzione statale previde l'abolizione della schiavitù ed entrò in vigore il 3 febbraio 1865.

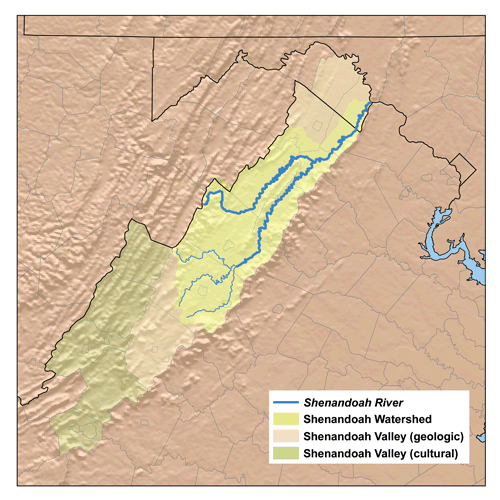
Il corso del fiume Shenandoah.

Nel frattempo, il 20 giugno 1863 il nuovo Stato della Virginia Occidentale così proclamato venne ammesso nell'Unione, comprendendo tutte le contee occidentali e la striscia di terra del corso inferiore (settentrionale) del fiume Shenandoah.

Tutti gli Stati del Nord possedevano dei sistemi scolastici d'istruzione pubblica gratuita fin da prima dello scoppio delle ostilità, ma non gli Stati cuscinetto; la Virginia Occidentale istituì il proprio sistema educativo nel corso del 1863. Dopo un'aspra opposizione interna stabilì una forma d'istruzione quasi completamente paritaria tra bambini bianchi e afroamericani, nella stragrande maggioranza dei casi ex schiavi.

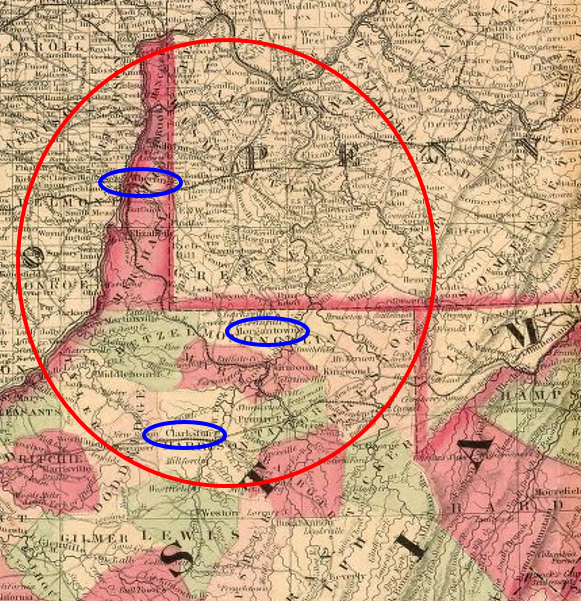
Aree interessate dai primi reclutamenti nella 1st West Virginia Volunteer Cavalry Regiment.

Quando le truppe unioniste occuparono parti della Virginia Orientale come Alexandria e Norfolk, tali aree passarono automaticamente sotto la giurisdizione del governo restaurato, pur non facendo inizialmente parte della Virginia Occidentale. Con la piena sovranità acquisita nel 1863, l'amministrazione statale si trasferì ufficialmente ad Alexandria.
Il governo statale filo-confederato mantenne altresì la sua pretesa sui confini anteguerra della Virginia e, sotto gli auspici della Carta costituzionale statale del 1851, amministrò tutte quelle regioni ancora mantenute sotto il controllo militare sudista; al momento dell'Atto di sovranità della Virginia Occidentale ciò includeva almeno una qualche misura di controllo in circa 13 contee rivendicate dallo Stato appena ammesso nell'Unione.
Svariate località, in special modo nella parte Sud-orientale del nuovo Stato, inviarono dei rappresentanti sia all'Assemblea legislativa di Wheeling che a quella di Richmond (Virginia).
Come nel caso inerente tutte le regioni che gli Stati Confederati d'America rivendicavano ma che non controllavano più, il Congresso secessionista fece sedere tra i propri banchi rappresentanti dei distretti che abbracciavano l'intera frontiera anteguerra della Virginia; questo fino al suo scioglimento.
In tutti quei distretti della Camera dei Rappresentanti in cui i confederati non poterono tenere elezioni e Convention, l'Assemblea confederata accettò i risultati elettorali frammentari provenienti da coloro che militavano tra le file dell'esercito sudista e dai cosiddetti rifugiati fuggiti a Sud oltre le linee del fronte, in qualità di rappresentanti di una quantomai teorica maggioranza dei residenti.
Mentre le elezioni congressuali secessioniste furono - almeno in apparenza - non partigiane, questo in particolar modo nei distretti della Virginia sotto l'occupazione dell'Unione, i dirigenti della presidenza di Jefferson Davis manipolarono largamente il processo elettorale per poter assicurarsi l'elezione dei rappresentanti della pubblica amministrazione; in gran parte per contrastare la crescente tendenza dei distretti della Camera ancora sotto il controllo confederato di eleggere candidati sempre più critici nei confronti della scelta secessionista.

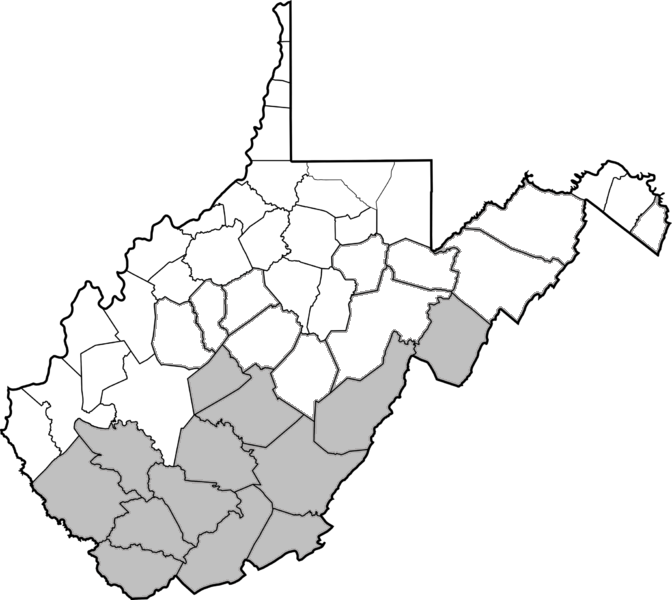
Contee della Virginia Occidentale ancora parzialmente detenute dalla Confederazione a partire dal febbraio 1863.

Mentre il livello di effettivo controllo confederato sulla Virginia Occidentale avrebbe proporzionalmente continuato a diminuire con il progredire della guerra, le autorità secessioniste furono in grado di mantenere almeno un tenue controllo sulle regioni di confine Sud-orientali della Virginia Occidentale fino alla fine della guerra.
(Raimondo Luraghi Storia della guerra civile americana BUR 1994 Vol I, pag. 328-329.)

### Eventi militari

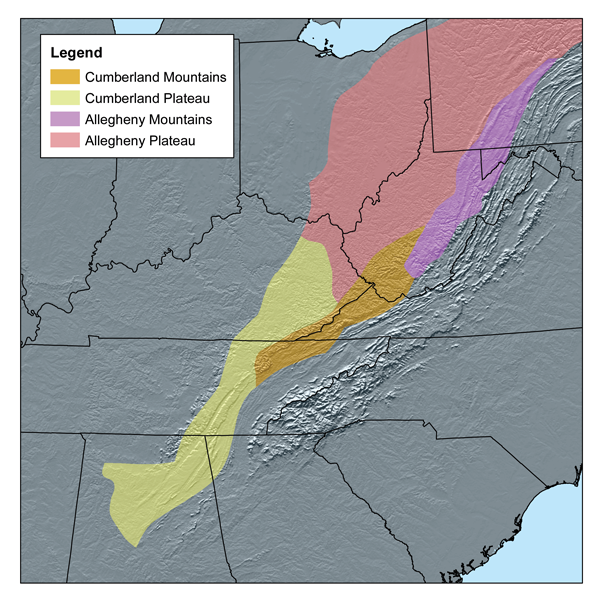
In color porpora gli Allegani facenti parte della catena montuosa degli Appalachi.

Nell'aprile del 1861 le truppe sotto il comando di Thomas Jonathan Jackson occuparono Harper's Ferry assieme a parte della Baltimore and Ohio Railroad che portava nella Virginia Occidentale; riusciranno così a confiscare molte locomotive e vagoni ferroviari il 23 maggio: erano le operazioni di Jackson contro la B & O Railroad.

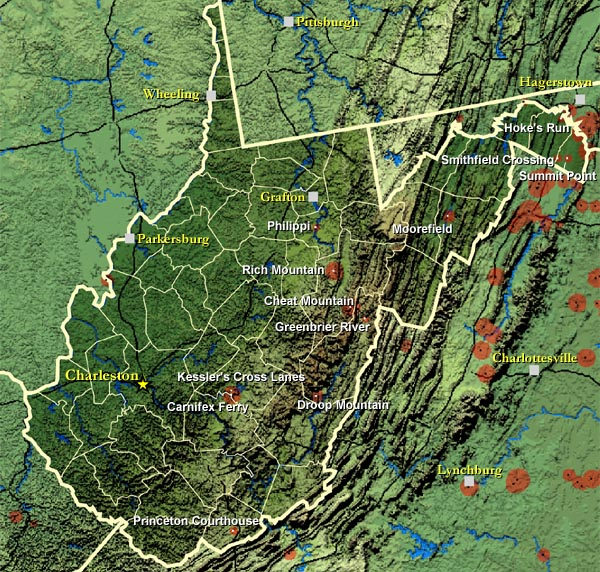
Mappa dei siti in cui si svolsero gli scontri all'interno del territorio della Virginia Occidentale.

Tra maggio e giugno le forze confederate avanzarono nell'intento di imporre manu militari il controllo del governo secessionista sull'intera regione; ma a causa delle pessime condizioni stradali non giunsero oltre Philippi (Virginia Occidentale). Pertanto le forze unioniste di George McClellan sbaragliarono i ribelli nella battaglia di Philippi, seguita dalla battaglia di Rich Mountain e dalla battaglia di Carrick's Ford rispettivamente l'11 e il 13 luglio.
Vi furono ulteriori campagne e manovre militari in direzione Sud, ove la Contea di Greenbrier era rimasta in larga parte confederata, consentendo in tal maniera ai sudisti di penetrare ad Ovest fino alla Contea di Nicholas (Virginia Occidentale) (battaglia di Carnifex Ferry); a settembre i secessionisti ivi stanziatisi vi vennero scacciati ed il loro tentativo di contrattacco sconfitto nella battaglia di Cheat Mountain.
Da quel momento in poi tutta la regione Trans-Allegani rimase sotto il solido controllo unionista, fatta accezione per alcune delle contee poste più ad Est. La succitata contea di Greenbrier venne occupata nel maggio del 1862; la guerriglia confederata cominciò a incendiare e sottoporre a saccheggio alcuni distretti e contee, non riuscendo ad essere completamente soppressi fino al termine del conflitto.

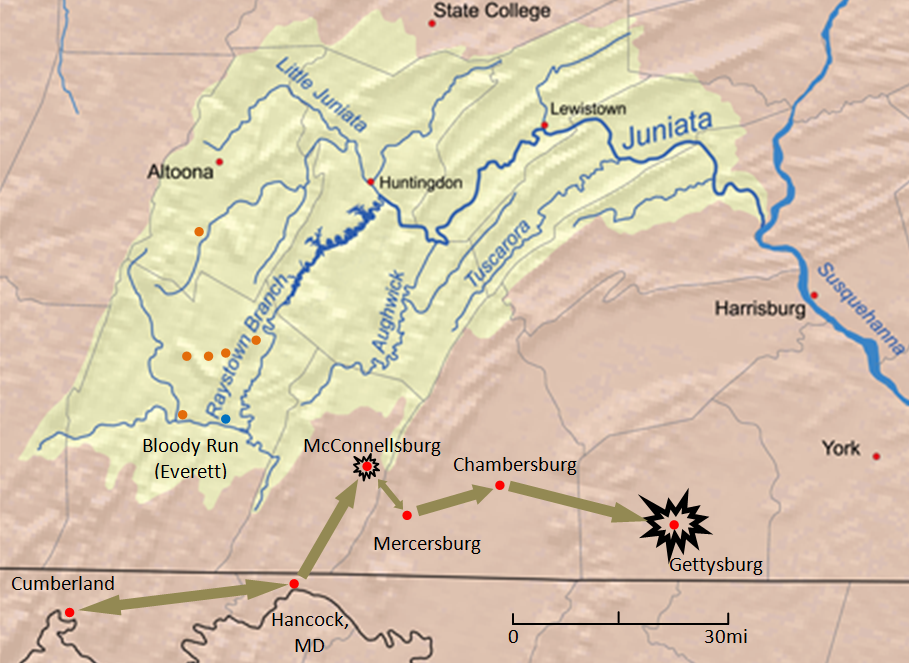
Il raid Jones-Imboden precedente alla battaglia di Gettysburg.

Si verificarono in seguito almeno due spedizioni minori confederate contro l'angolo Nord-orientale della regione posta più ad Ovest, la spedizione di Jackson a Romney nel gennaio del 1862 e il raid Jones-Imboden tra maggio e giugno del 1863.
La strategia militare unionista per la regione fu quella di porre sotto stretta sorveglianza la vitale "B & O Railroad" (a protezione delle linee di rifornimento), ma anche di attaccare verso Est nella valle dello Shenandoah e nel Sud-ovest virginiano. Quest'ultimo obiettivo si rivelò del tutto impossibile da realizzare, per lo più a causa delle pessime vie di comunicazione che attraversavano il territorio montagnoso.
La B & O attraversò l'estremità inferiore (settentrionale) dello Shenandoah, ad est degli Allegani; questa zona rimase di conseguenza sotto lo stretto controllo dell'Union Army per quasi tutto il periodo della guerra, divenendo però la scena principale di frequenti combattimenti.
Harper's Ferry rappresentava il sito di un importante arsenale federale; fatto occupare dai confederati già nei primi giorni del conflitto prima e nuovamente nel corso della Campagna del Maryland del 1862. Fu sia una delle direttrici dell'invasione sudista che la via della ritirata per l'Armata Confederata della Virginia Settentrionale; la campagna si concluse proprio nelle sue immediate vicinanze con la battaglia di Shepherdstown.

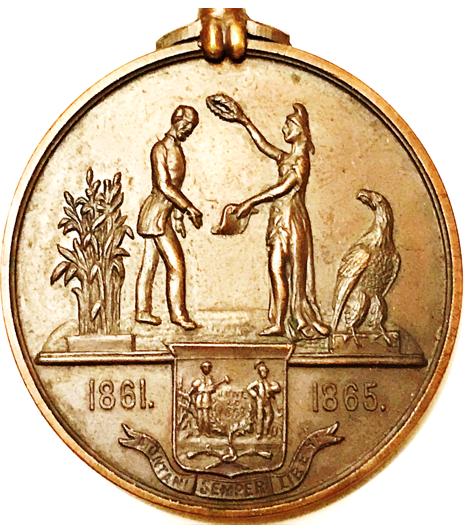
La "Honorably Discharged Medal" assegnata ai reparti unionisti dello Stato.

Un gran numero di reclute della Virginia Occidentale serviranno da entrambe le parti in lotta; quelle attive tra i sudisti si riuniranno nei "reggimenti della Virginia". Coloro che prestarono la loro opera al servizio dell'Unione furono inquadrati anche loro in appositi reggimenti della Virginia, almeno fino a quando diversi di essi verranno irregimentati nella "Virginia dell'Ovest".

La bandiera della Virginia Occidentale.

Tra questi vi saranno la 7th West Virginia Volunteer Infantry Regiment, divenuta celebre per le azioni compiute nel corso della battaglia di Antietam prima e della battaglia di Gettysburg poi e la 3rd West Virginia Volunteer Cavalry Regiment la quale combatté anch'essa sul campo di Gettysburg.
Dalla parte confederata l'ex membro della Camera dei Rappresentanti Albert Gallatin Jenkins reclutò una brigata di cavalleggeri nella Virginia Occidentale, guidandola fino alla sua morte sopraggiunta nel maggio del 1864. 

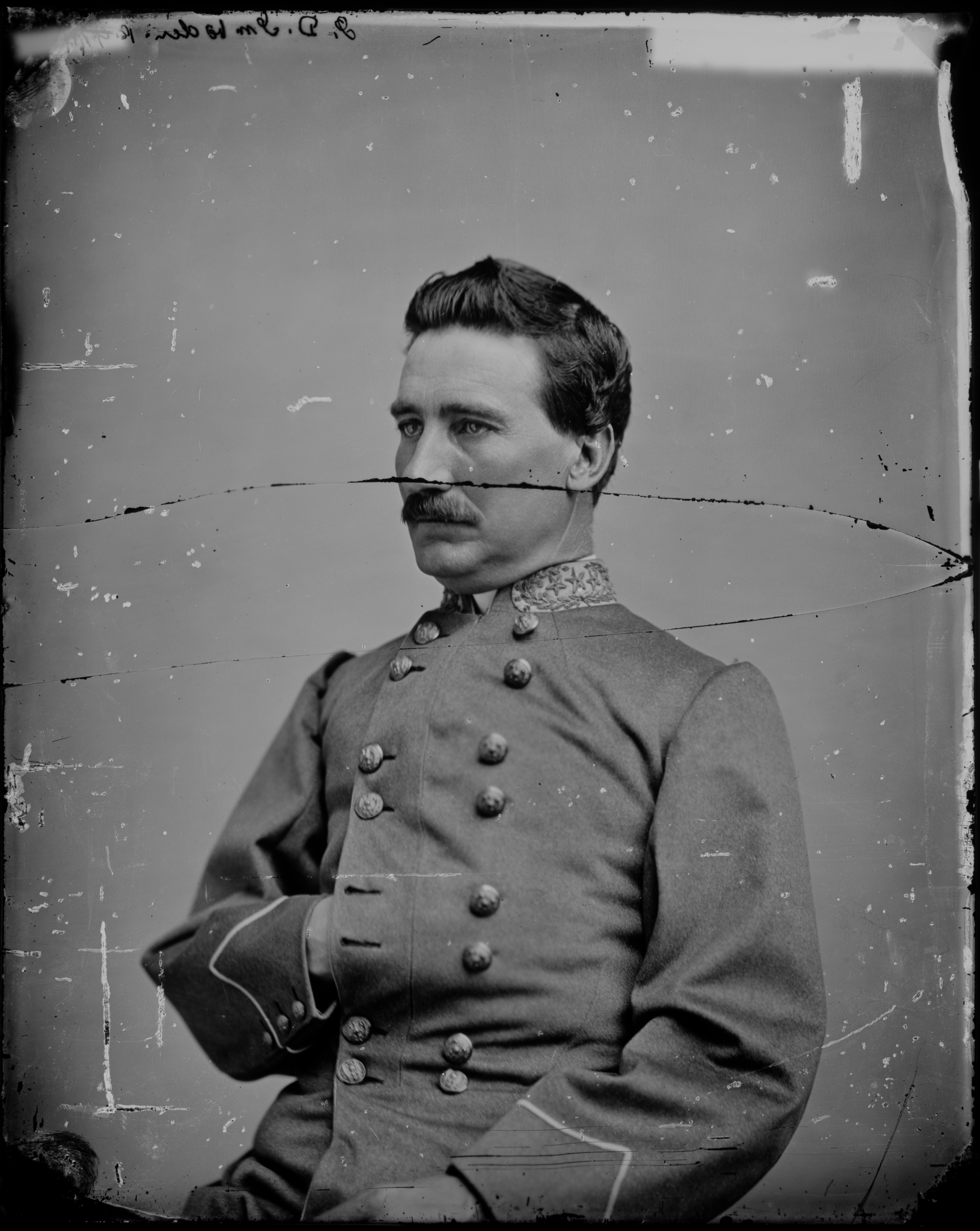
John Daniel Imboden in una foto di Mathew B. Brady.

Altri virginiani occidentali prestarono servizio sotto il brigadier generale John Daniel Imboden e nella Brigata Stonewall sotto il comando del futuro vicegovernatore della Virginia James Alexander Walker.

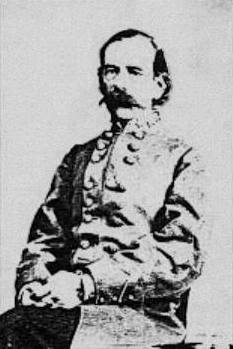
Foto di William Lowther Jackson.

## Guerriglia sudista
Il 28 maggio 1861 a Parkersburg si svolse una delle prime prove di sabotaggio della guerra civile; un gruppo di uomini venne scoperto sotto un ponte ferrato della B & O con intenzioni apparentemente ostili e messo pertanto agli arresti dalle autorità federali. Il procedimento penale venne condotto dal giudice William Lowther Jackson (in seguito generale sudista); alla fine risulteranno tutti assolti, dal momento che nessun crimine reale era stato compiuto.
Gli abitanti della cittadina però si divisero sul verdetto emesso e poco dopo il magistrato se ne partì per andare a riunirsi al colonnello confederato Porterfield a Philippi.
Con la sconfitta della forze secessioniste nella battaglia di Philippi prima e nella battaglia di Cheat Mountain poi in seguito solo occasionalmente avrebbero avuto la capacità di occupare alcune zone del territorio virginiano Occidentale; i locali sostenitori pro-confederati vennero quindi abbandonati a se stessi.
Molte unità di guerriglieri nacquero direttamente a partire dalla milizia prebellica e furono designate col nome di "Virginia State Rangers" e, a partire dal giugno del 1862, incorporate nei reggimenti della "Virginia State Line". Nel marzo dell'anno seguente tuttavia in molti verranno arruolati nel Confederate States Army regolare.

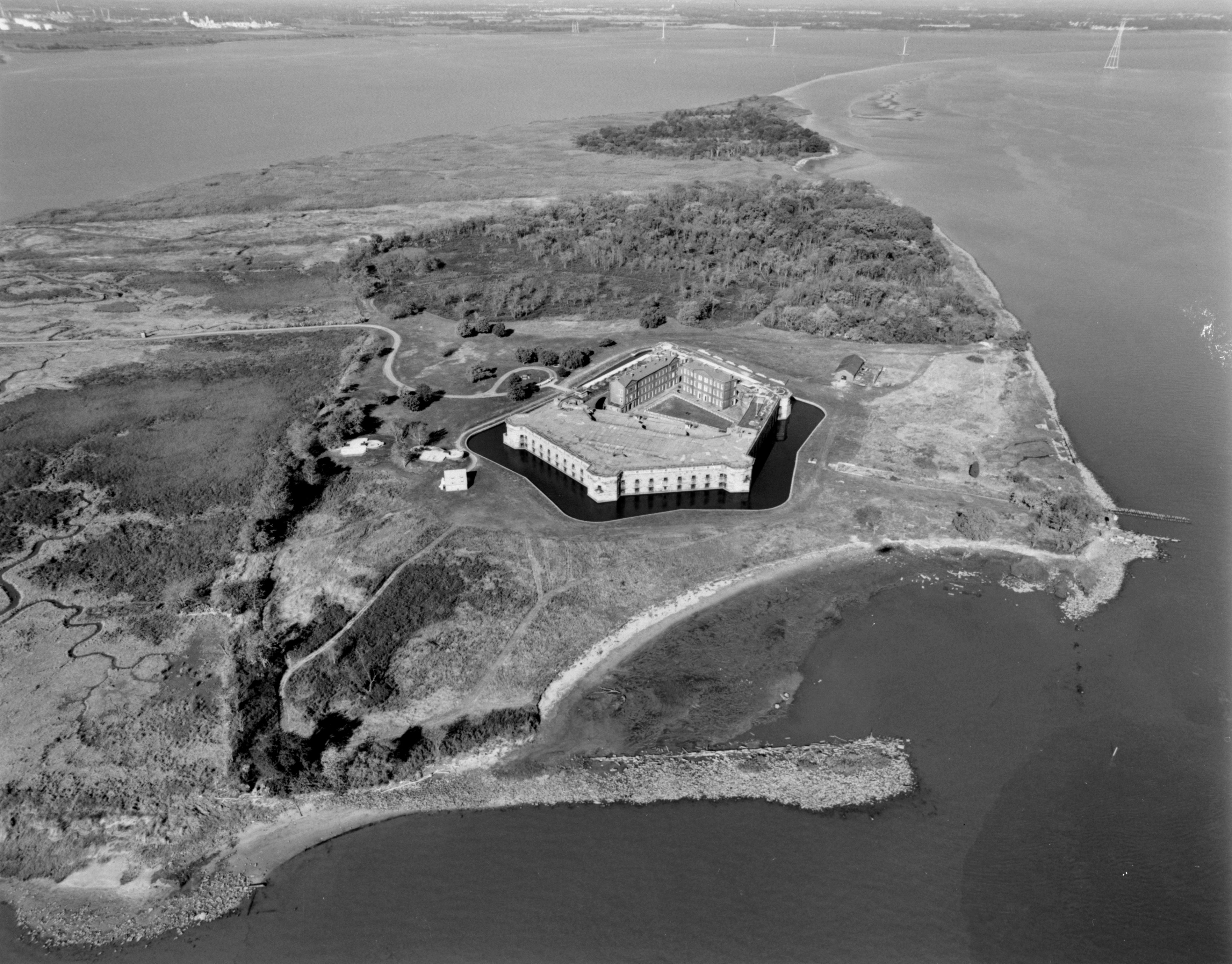
Veduta aerea di Fort Delaware a Pea Patch Island.

Ve ne furono altri però che continuarono ad operare senza ricevere mai il consenso ufficiale del governo secessionista, alcuni combattendo per conto dei sudisti, mentre in molti casi non furono altro che fuorilegge dediti al banditismo. All'inizio della guerra i guerriglieri catturati furono inviati a Camp Chase o nella Johnson Island nell'Ohio, a Fort Delaware nel Delaware e anche all'Atheneum di Wheeling.
In alcuni casi verranno rimessi in libertà dopo aver prestato un giuramento di fedeltà alla causa unionista, ma in gran numero tornarono alle loro attività di guerriglia riuniti in svariate bande criminali. Ma anche le autorità federali cominciarono un poco alla volta ad organizzare o propri gruppi dediti alla guerriglia, il più celebre dei quali divenne rapidamente lo "Snake Hunters" diretto dal capitano John P. Baggs.
Il compito loro assegnato fu quello del pattugliamento della contea di Wirt e della contea di Calhoun nel corso dell'inverno 1861-62; arriveranno a catturare decine di "Moccasin Rangers", inviati poi come prigionieri di guerra a Wheeling.

Localizzazione di Summersville (Virginia Occidentale).

La lotta senza quartiere ingaggiata contro i guerriglieri ribelli ebbe un nuovo punto di svolta sotto il generale dell'Unione John Charles Frémont e soprattutto il colonnello George Crook, il quale aveva trascorso la sua carriera prebellica come "combattente contro gli indiani" nella West Coast Nord-occidentale. Egli assunse il comando della 36th Ohio Infantry concentrata a Summersville (Virginia Occidentale); lì addestrò i suoi uomini nelle tattiche di guerriglia adottando la politica del "non fare prigionieri".
Il 1º gennaio 1862 Crook condusse i suoi sottoposti in una spedizione in direzione Nord, per la precisione a Sutton, ove credeva vi fossero insediate delle forze confederate; non ne trovarono alcuna; ma le sue truppe incontrarono altresì una forte resistenza da parte dei guerriglieri: la risposta fu quella di appiccare il fuoco alle abitazioni del centro urbano oltre che a tutte quelle incontrate lungo il loro tragitto di marcia.
Nell'agosto del 1862 gli sforzi unionisti vennero gravemente ostacolati dal ripiegamento delle forze alleate colà presenti verso la Virginia Orientale.

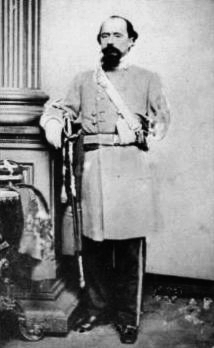
Foto di William Wing Loring.

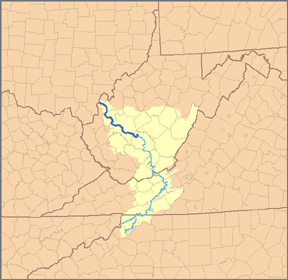
Localizzazione della vallata del fiume Kanawha.

In questo vuoto di controllo militare che si venne a creare il sudista William Wing Loring riuscì a riappropriarsi della valle del fiume Kanawha; mentre Albert Gallatin Jenkins trasferì rapidamente le sue forze verso il centro del territorio, catturando molte provviste e facendo innumerevoli prigionieri.
Conseguentemente il reclutamento confederato aumentò in proporzione ed il generale Loring giunse ad aprire gli uffici di reclutamento fino a Ripley.
In risposta alle incursioni effettuate dai ribelli il generale unionista Robert Huston Milroy emise un ordine che richiedeva risarcimenti da pagare in contanti, procedendo a valutare le multe contro i cittadini della Contea di Tucker - fossero essi stati effettivamente colpevoli o meno dei delitti loro imputati - ed arrivando a minacciare il patibolo e l'incendio di intere fattorie e edifici residenziali.
Le autorità confederate inoltreranno formali denunce al comandante generale dell'esercito statunitense Henry Halleck, il quale censurò Milroy dal proseguire tali azioni di rappresaglia; tuttavia egli sostenne vigorosamente gli atti compiuti difendendo la sua politica: alla fine gli fu permesso di procedere ulteriormente.

Localizzazione di Wheeling (Virginia Occidentale), sede del governo unionista.

All'inizio del 1863 gli sforzi unionisti intrapresi nella Virginia Occidentale cominciarono ad andare male, stavano difatti perdendo la fiducia nel governo di Wheeling il quale avrebbe dovuto impegnarsi a proteggerli; con l'avvicinarsi dello smembramento della Virginia in due Stati separati la guerriglia crebbe d'intensità nel tentativo d'impedire l'organizzazione governativa nelle contee.
Nel 1864 in alcune delle contee centrali si era riusciti faticosamente a raggiungere una qual certa forma di stabilità, anche se in ogni caso l'attività guerrigliera non venne mai efficacemente contrastata. Le forze dell'Union Army, che risultavano essere necessarie altrove, si trincerarono bloccandosi in quello che molti considerarono un ristagno della guerra. Le forze federali non potevano però in ogni caso permettersi di ignorare un qualsiasi territorio ribelle, in particolare uno così vicino al fiume Ohio.

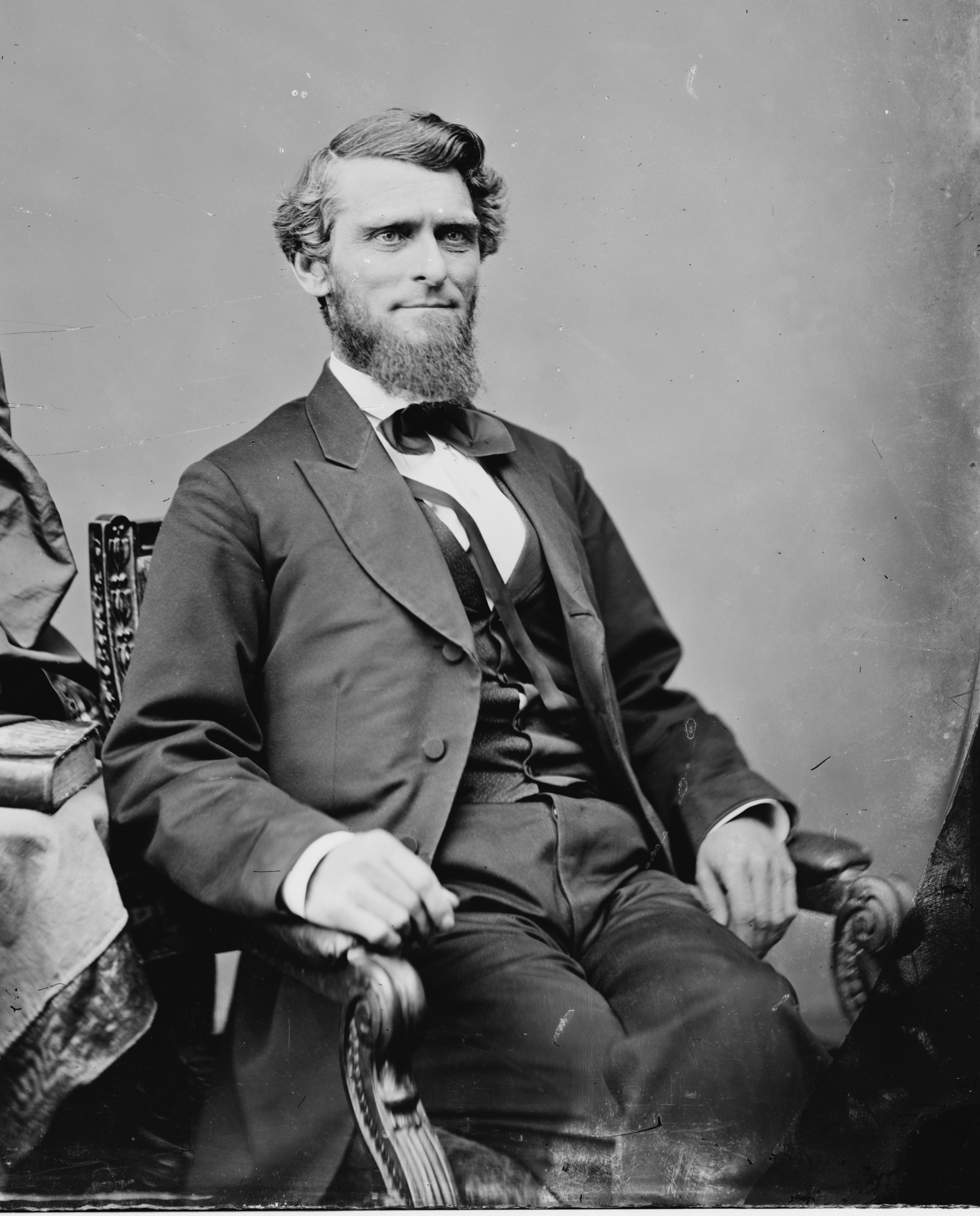
Il governatore della Virginia Occidentale Arthur Inghram Boreman.

Ancora nel gennaio del 1865 il governatore della Virginia Occidentale Arthur Inghram Boreman ebbe l'occasione di lamentarsi di attività di guerriglia su larga scala fino a Nord della Contea di Harrison e della Contea di Marion.
In un ultimo tanto impudente quanto disperato atto di guerriglia i Rangers di McNeill (dal nome di John Hanson McNeill) operanti nella Contea di Hardy rapirono G. Crook e Benjamin Franklin Kelley dalle retrovie delle linee unioniste consegnandoli in qualità di prigionieri di guerra alla presidenza di Jefferson Davis.
La definitiva resa confederata ad Appomattox Court House pose fine una volta per tutte alle operazioni guerrigliere nella Virginia Occidentale.

## Reclutamento
Il 30 maggio 1861 il Brigadier generale George McClellan da Cincinnati scriveva al presidente Abraham Lincoln: "sono fiduciosamente assicurato sul fatto che un numero considerevole di volontari può essere raccolto e addestrato nella regione della Virginia Occidentale": ma dopo quasi due mesi trascorsi sul terreno durante la Campagna della Virginia Occidentale dimostrò di essere meno ottimista.

Localizzazione di Grafton.

Scrisse a Francis Harrison Pierpont, a capo del Governo restaurato della Virginia insediatosi a Wheeling, che lui e il suo esercito erano oltremodo ansiosi di assicurare il proprio sostegno al nuovo governo ma che - purtroppo - alla fine si sarebbero resi necessari altrove e che egli esortò che le truppe operanti in loco venissero reclutate tra la stessa popolazione civile. "Prima di lasciare Grafton ho fatto richieste di abbigliamento, armi ecc. per un numero di 10.000 unità virginiane, ma ora temo che la mia stima fosse in realtà troppo superiore alle stesse aspettative".
Il 3 agosto il giornale Herald di Wellsburg fece pubblicare il seguente editoriale: "una bella condizione della Virginia Nord-occidentale è quella di stare per stabilirsi come uno Stato separato... dopo tutto il tambureggiare e la propaganda politico-giornalistica in merito ad uno Stato separato che ha a tutti gli effetti organizzato nel campo appena quattro reggimenti - neppure interi - di soldati e uno di questi quasi interamente proveniente dal Panhandle."
Difficoltà simili vennero vissute anche dalle autorità confederate in quei primi messi di belligeranza. Il 14 maggio il colonnello George Alexander Porterfield giunse proprio a Grafton per cercare di assicurarsi un certo numero di volontari e riferì poco dopo, nei riguardi delle operazioni di reclutamento, che il tutto procedeva molto a rilento.

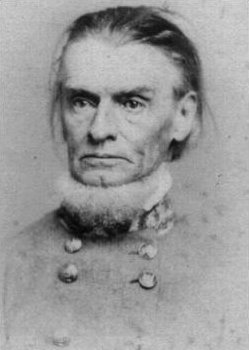
Foto dell'ex governatore della Virginia Henry A. Wise in divisa militare sudista.

Infine la difficoltà maggiore per i quadri sudisti si rivelò la mancanza di sostegno proprio da parte del governo secessionista, che non inviò un numero bastante di tende da campo, armi e altri tipi di rifornimenti; saranno fatti persino allontanare centinaia di volontari a causa della scarsità di attrezzature. Il generale Henry A. Wise avrà anche modo di lamentarsi del reclutamento nella vallata del Kanawha, sebbene alla fine riuscì a riunire 2.500 fanti, 700 cavalleggeri e tre battaglioni di artiglieri per un totale di 4.000 uomini i quali presto diverranno noti come la "legione di Wise". 

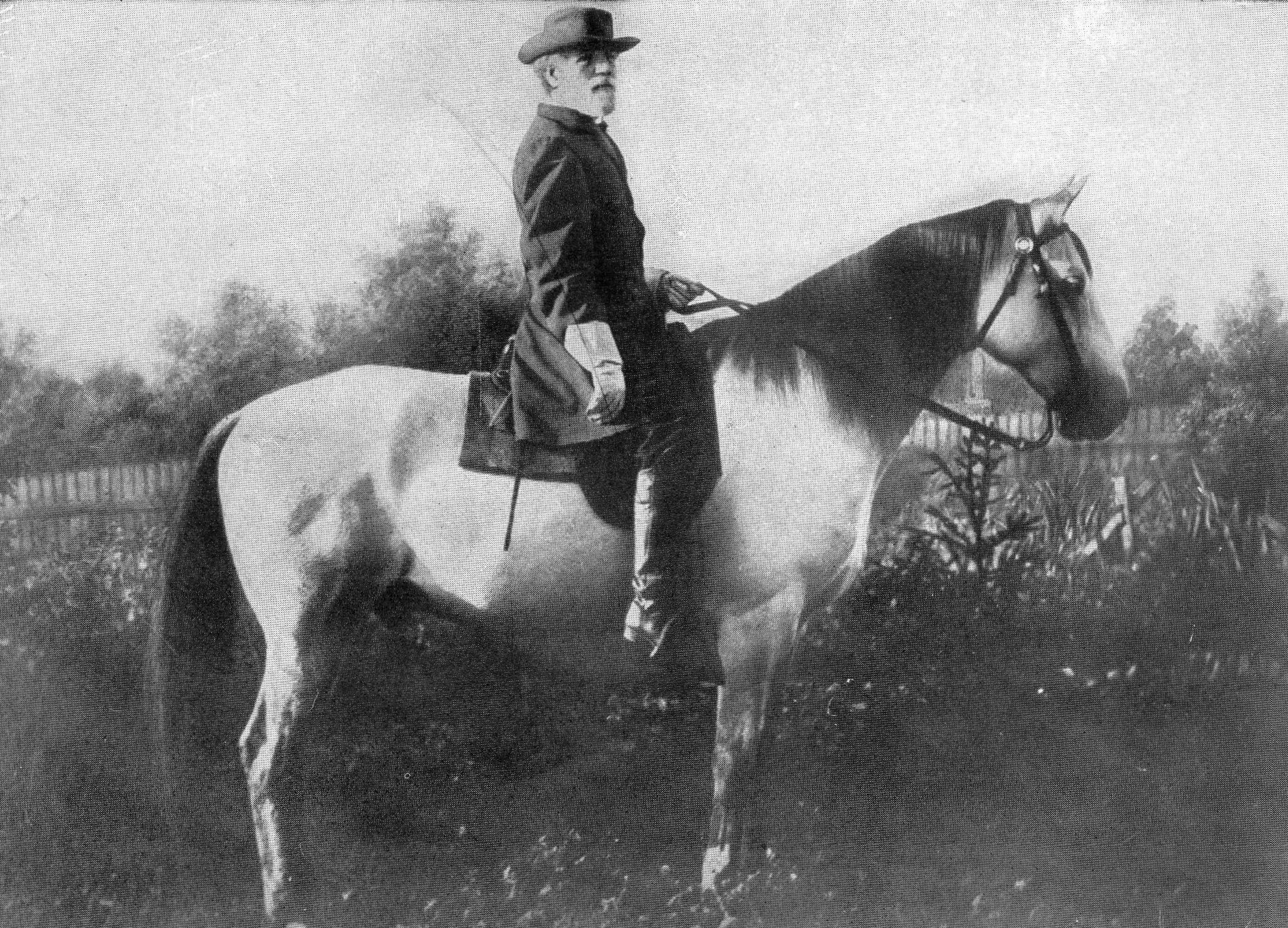
Foto di Robert Edward Lee in groppa a Traveller.

Uno dei suoi reggimenti, 3rd Infantry (successivamente riorganizzato come 60th Virginia Infantry, fu inviato nella Carolina del Sud a partire dal 1862 e fu dal maggiore Thomas Broun che Lee acquistò il suo celebre destriero Traveller. Ad aprile di quell'anno il governo confederato istituì un progetto militare di arruolamento ad ampio respiro e a seguire fece lo stesso anche Abraham Lincoln.
La bozza sudista non risultò però essere sufficientemente efficace - almeno nella generalità dei casi - soprattutto a causa della spaccatura politica verificatasi tra le contee occidentali e quelle più settentrionali; e ciò sebbene la coscrizione si fosse invece già verificata nelle contee poste a meridione. Qui le operazioni di reclutamento continueranno almeno fino all'inizio Hamiltoniani.
Il governo unionista di Wheeling chiese una deroga al progetto di reclutamento federale, affermando che avevano già oltrepassato la quota loro assegnata in base alle chiamate precedenti; questa venne concessa per il 1864, ma l'anno seguente venne inviata una nuova richiesta di truppe e che il nuovo governatore della Virginia Occidentale Arthur Inghram Boreman faticò alquanto a colmare. In certe contee vi furono inoltre ex confederati e/o accusati di diserzione che si presentarono invece spontaneamente all'Union Army.

Localizzazione di Charleston.

La lealtà di alcune tra le truppe federali venne messa in discussione all'inizio delle ostilità. La rapida conquista del Nord-ovest virginiano aveva accerchiato numerosi simpatizzanti sudisti dietro le linee unioniste; una serie di lettere indirizzate al generale Samuels e al governatore Pierpoint conservate nel Dipartimento di Archivi e Storia a Charleston, la maggior parte delle quali datate 1862, rivelano la preoccupazione esistente in tal senso tra gli ufficiali dell'Unione.

La Contea di Gilmer.

Il colonnello Harris della 10ª Compagnia scrisse il 27 marzo a Pierpont: "L'elezione degli ufficiali della Compagnia nella contea di Gilmer fu una farsa. Gli uomini eletti erano ribelli e bushwhackers. L'elezione di questi uomini era intesa, senza dubbio, come un burlesque sulla riorganizzazione della milizia."
Poiché il governo sudista non tenne mai dei registri militari separati per quella che sarebbe diventata di lì a poco la Virginia Occidentale non è mai stato possibile proporre un conteggio ufficiale di coloro che presero servizio nel Confederate States Army. Le stime iniziali furono molto basse; nel 1901 gli storici Fast & Maxwell misero la cifra totale a circa 7.000. Un'eccezione si trova invece in Why The Solid South ? i cui autori credettero che i numeri sudisti superassero addirittura quelli unionisti.
Nelle ricerche successive tali stime improntate al ribasso aumenteranno; Otis K. Rice collocò la cifra finale tra i 10 e i 12.000, mentre nel 1965 Richard O. Curry la collocò a 15.000. 

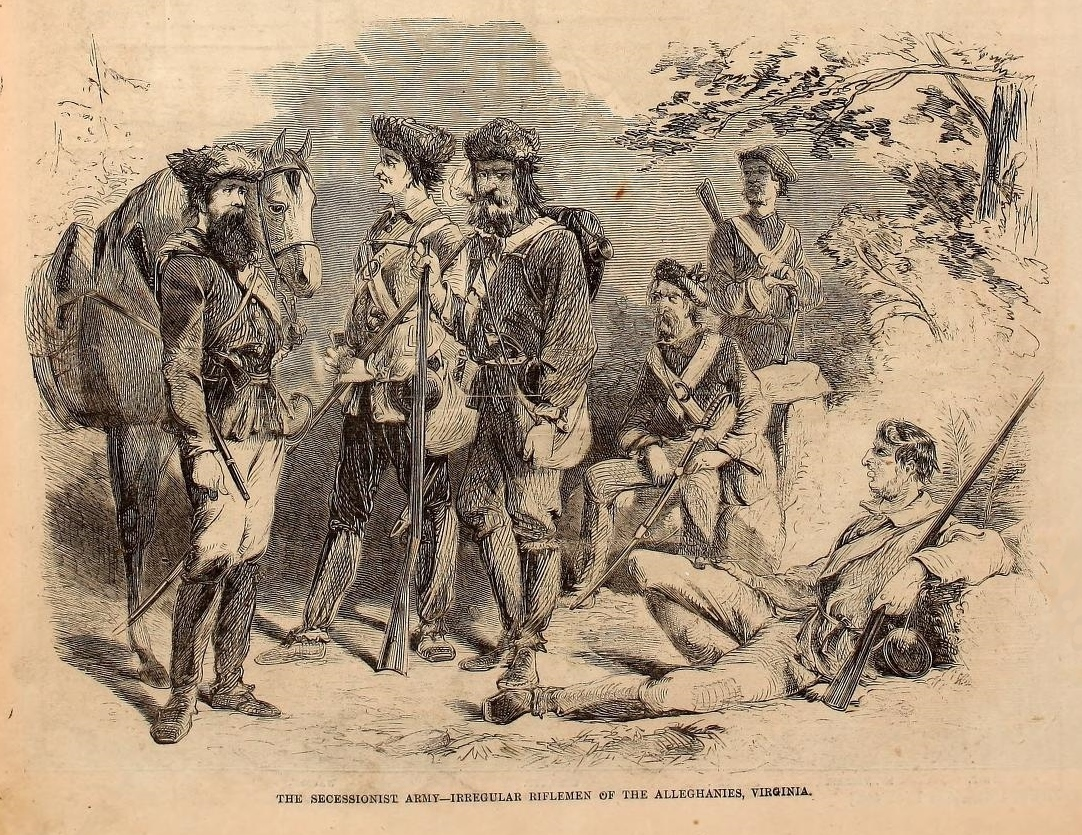
L'esercito secessionista - Fucilieri irregolari degli Alleghanies, Virginia, su Harper's Weekly del 20 luglio 1861.

Il primo studio dettagliato e sistematico condotto sugli arruolamenti confederati ne stima la quantità totale a circa 18.000, il quale è estremamente vicino alla cifra di 18.642 dichiarata dal Dipartimento confederato della Virginia Occidentale nel 1864. Nel 1989 un ennesimo studio, questa volta di James Carter Linger, portò la conta finale a circa 22.000.
Il numero ufficiale dei soldati unionisti provenienti dalla Virginia Occidentale è di 31.884 unità, così come dichiarato dal "Provost Marshal General of the United States". Tali cifre vengono tuttavia ad includere anche un certo numero di ri-arruolamenti e soldati non residenti nello Stato che però si arruolarono lo stesso nei reggimenti predisposti dalla Virginia Occidentale. Nel 1905 Charles H. Ambler stimò il numero di effettivi autoctoni originariamente in circa 20.000.
Richard Current ha invece riferito il numero di nativi unionisti in più di 29.000. Nei suoi calcoli ha permesso tuttavia una detrazione di 2.000 unità non appartenenti allo Stato seppur operanti nei suoi reggimenti. Il confinante Ohio contribuì a circa 5.000 uomini e con la detrazione della Pennsylvania e dei volontari di altri Stati la stima iniziale è stata in parte ridotta.
Il Dipartimento della Virginia Occidentale degli Archivi e della Storia ritiene credibile che i numeri sia tra i confederati che tra gli unionisti si equivalessero; il George Tyler Moore Center di Shepherdstown porta infine i numeri unionisti a più di 25.000.

## Servizio infermieristico
Le "Sisters of St. Joseph" le quali gestirono il Wheeling Hospital, furono infermiere durante tutto il corso della guerra. Si presero cura sia dei soldati ammalati e feriti portati direttamente nella struttura ospedaliera che dei prigionieri di guerra ospitati all'Athenaeum nel centro cittadino.
Nel 1864 l'Union Army assunse il controllo diretto dell'ospedale e le suore poterono così entrare nel libro paga federale nella loro qualità di assistenti mediche a partire da quell'estate. Molte di loro in seguito ricevettero anche una pensione in riconoscimento del servizio reso.

## Leader statali

### Unionisti

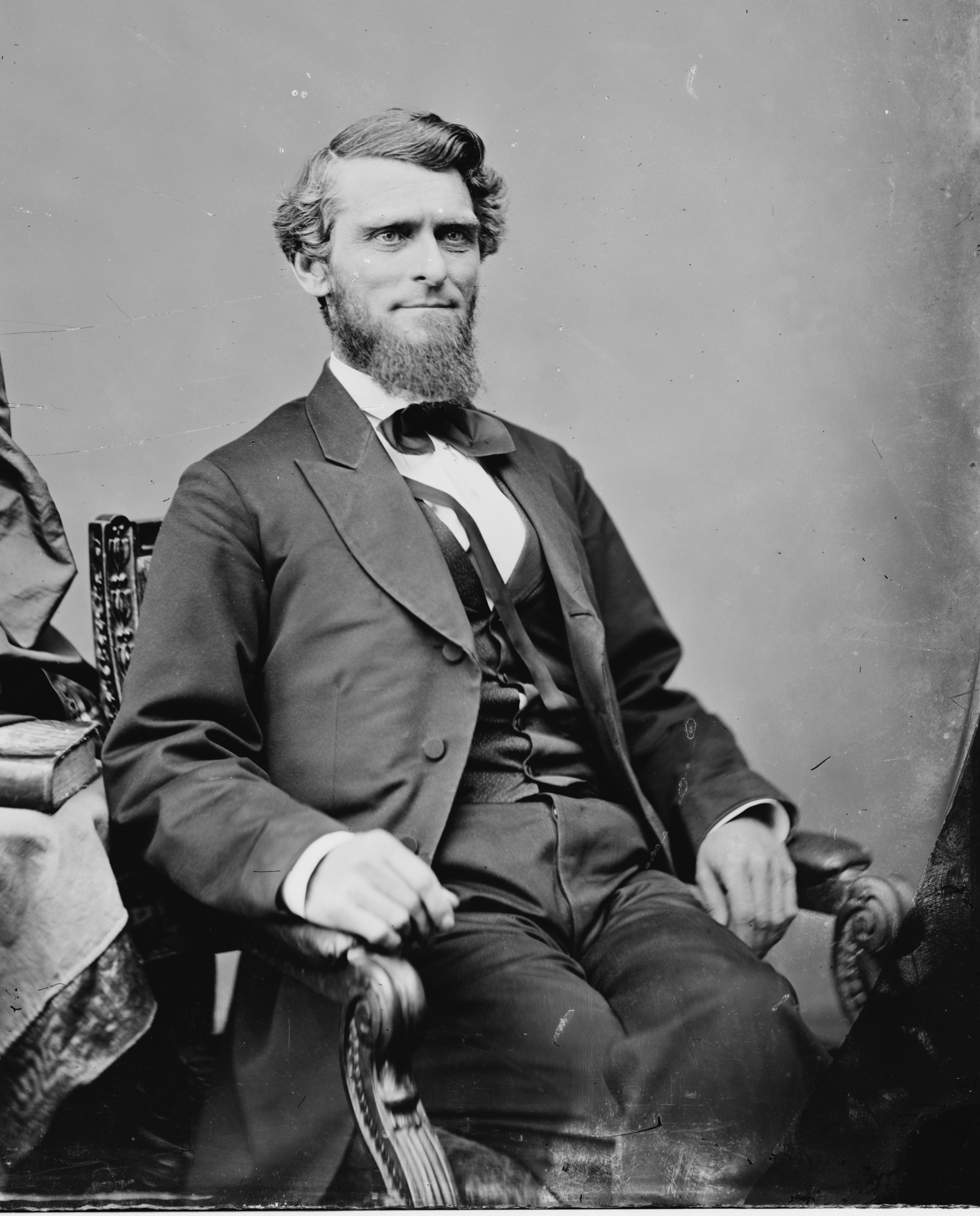
Il governatore della Virginia Occidentale Arthur Inghram Boreman
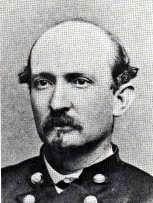
Il brigadier generale e uomo politico di Wellsburg Isaac Harding Duval
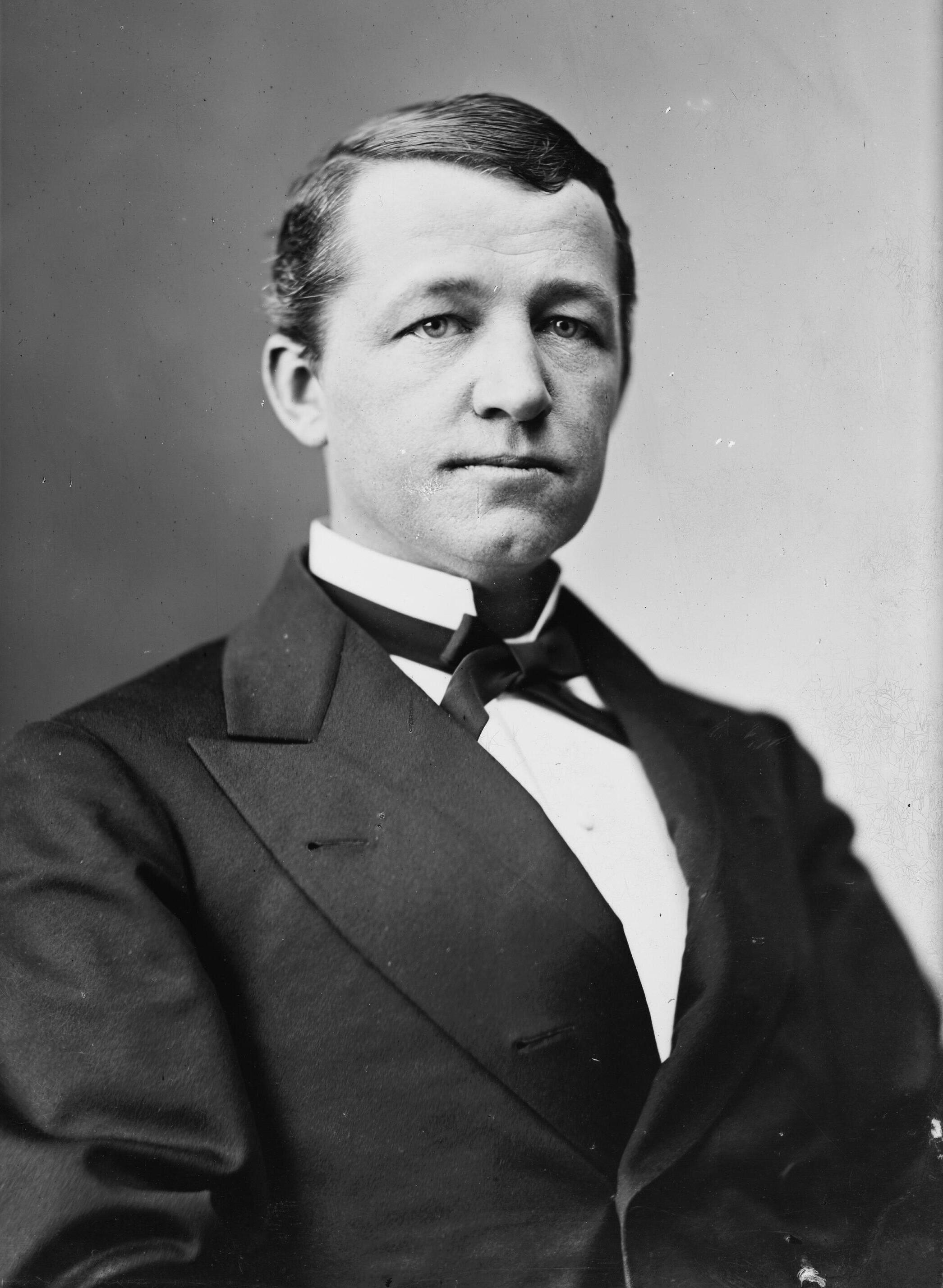
Il maggiore Nathan Goff Junior di Clarksburg
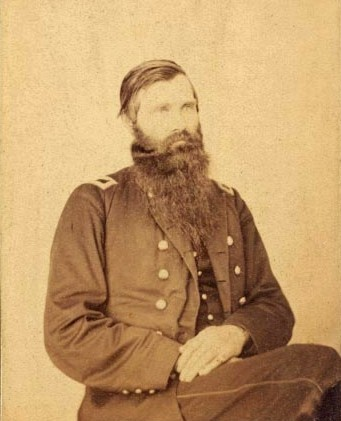
L'ufficiale medico Thomas Maley Harris di Harrisville
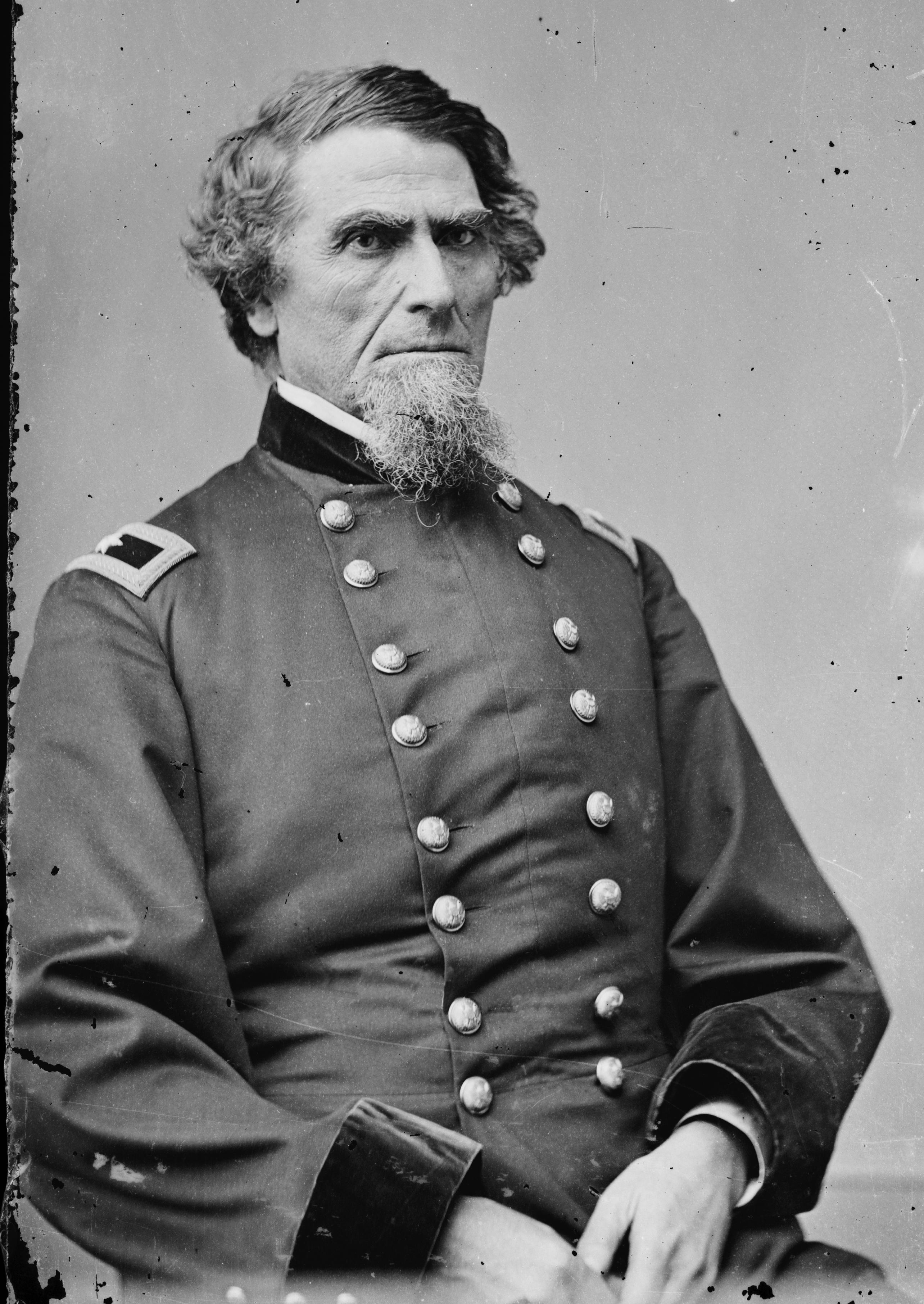
Il brigadier generale Benjamin Franklin Kelley residente a Wheeling
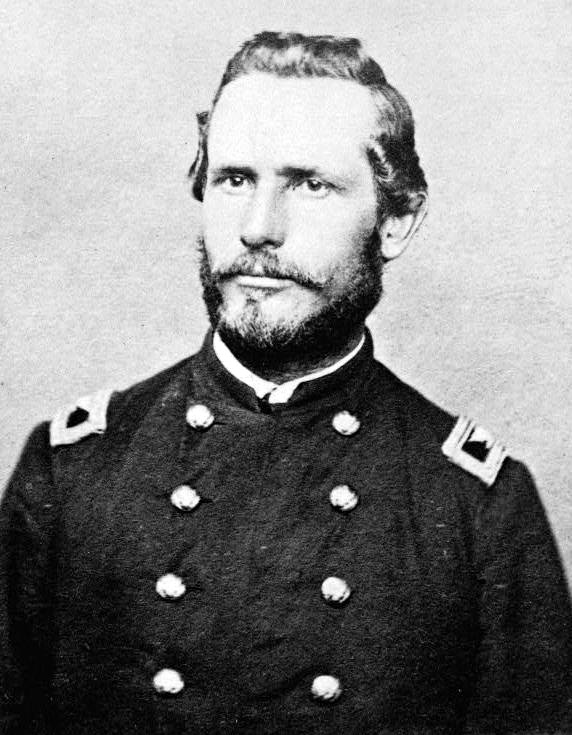
Il colonnello e membro della Camera dei Rappresentanti George Robert Latham, residente a Grafton
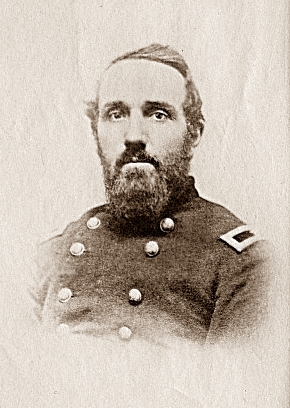
Il brigadier generale Joseph Andrew Jackson Lightburn, residente nella Contea di Lewis
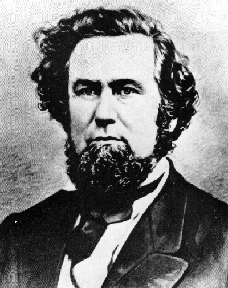
Francis Harrison Pierpont, il "padre della Virginia Occidentale
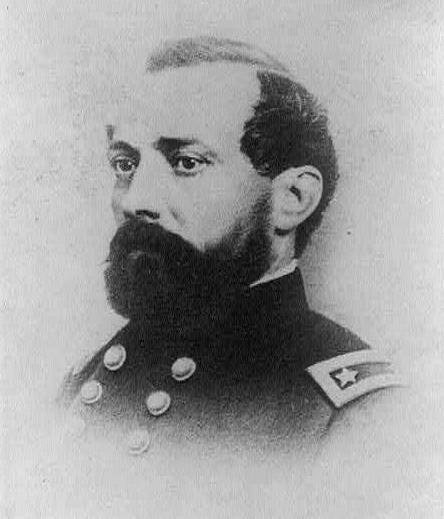
Il maggior generale Jesse Lee Reno di Wheeling
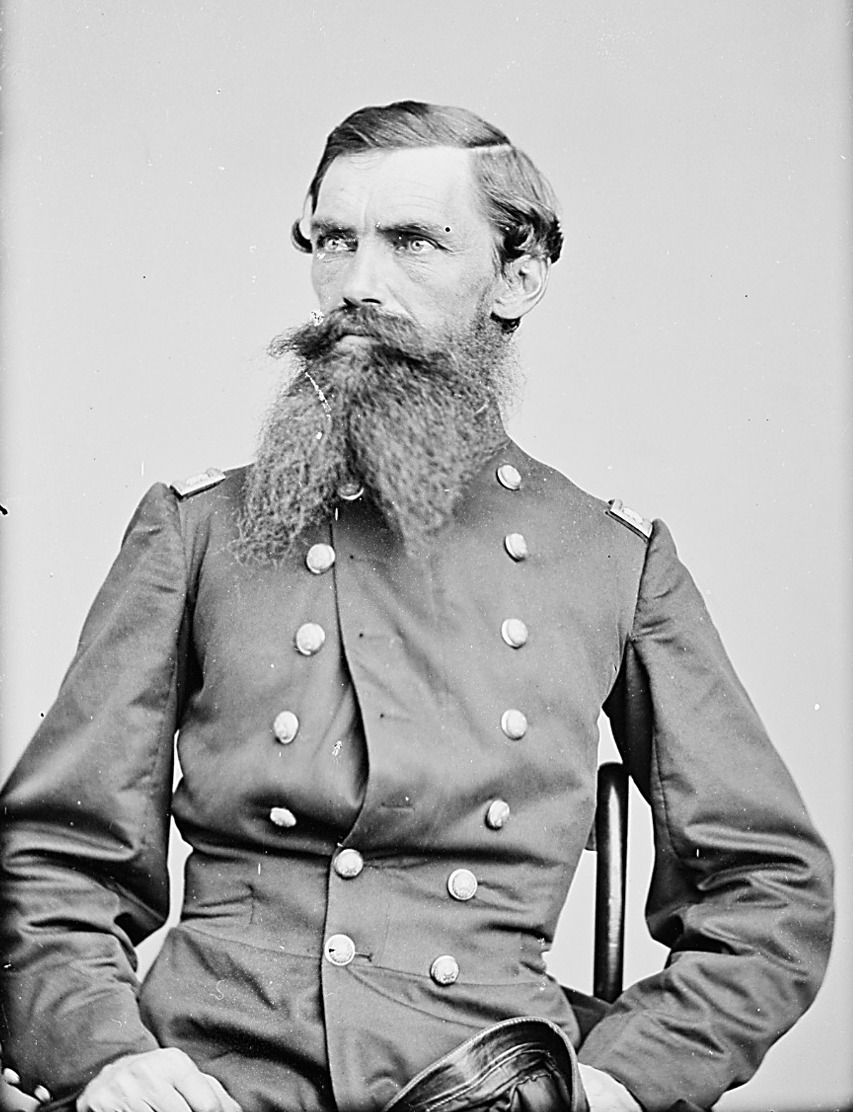
Il colonnello di cavalleria David Hunter Strother di Martinsburg
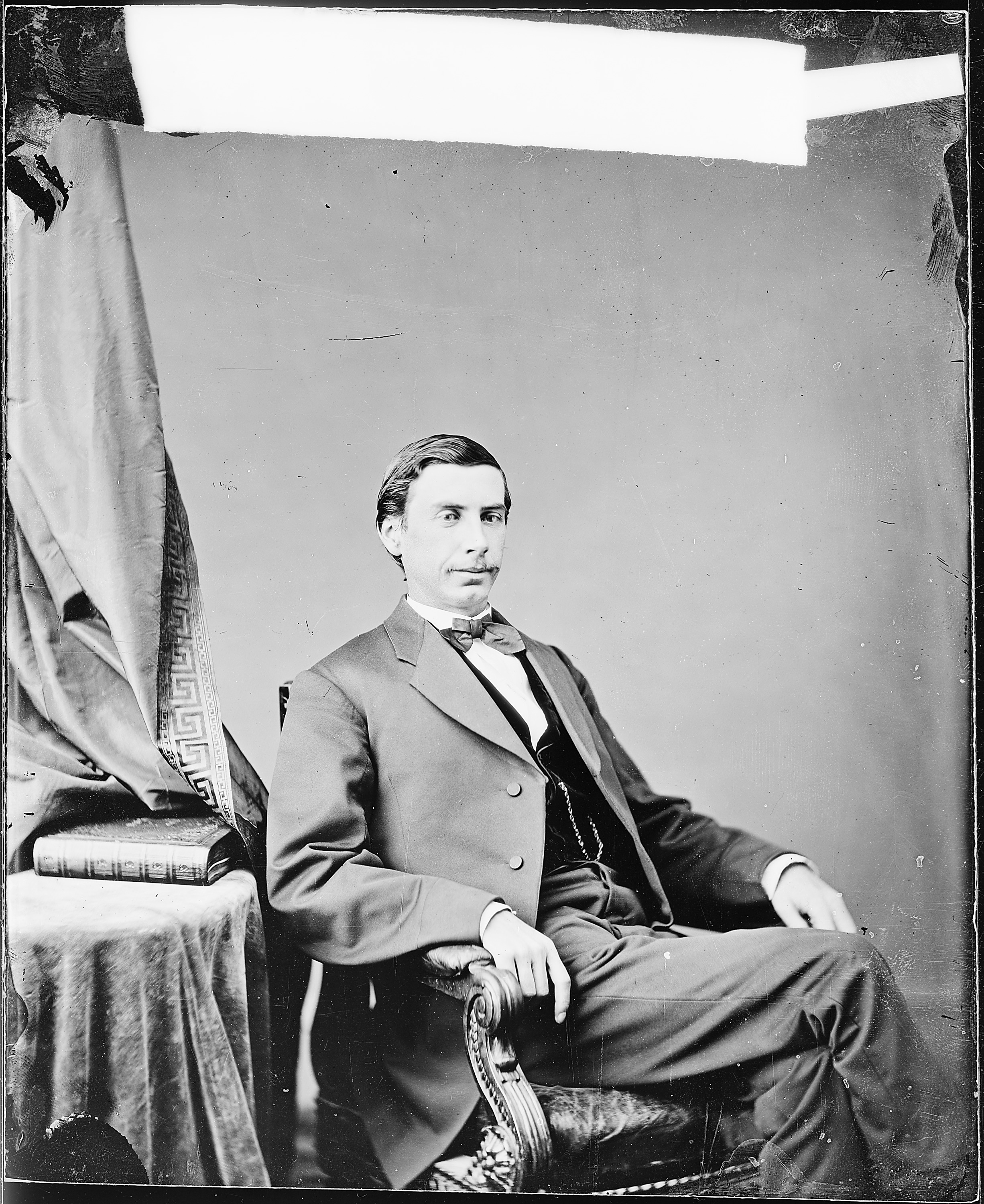
Il brigadier generale di cavalleria John Witcher della Contea di Cabell

### Confederati

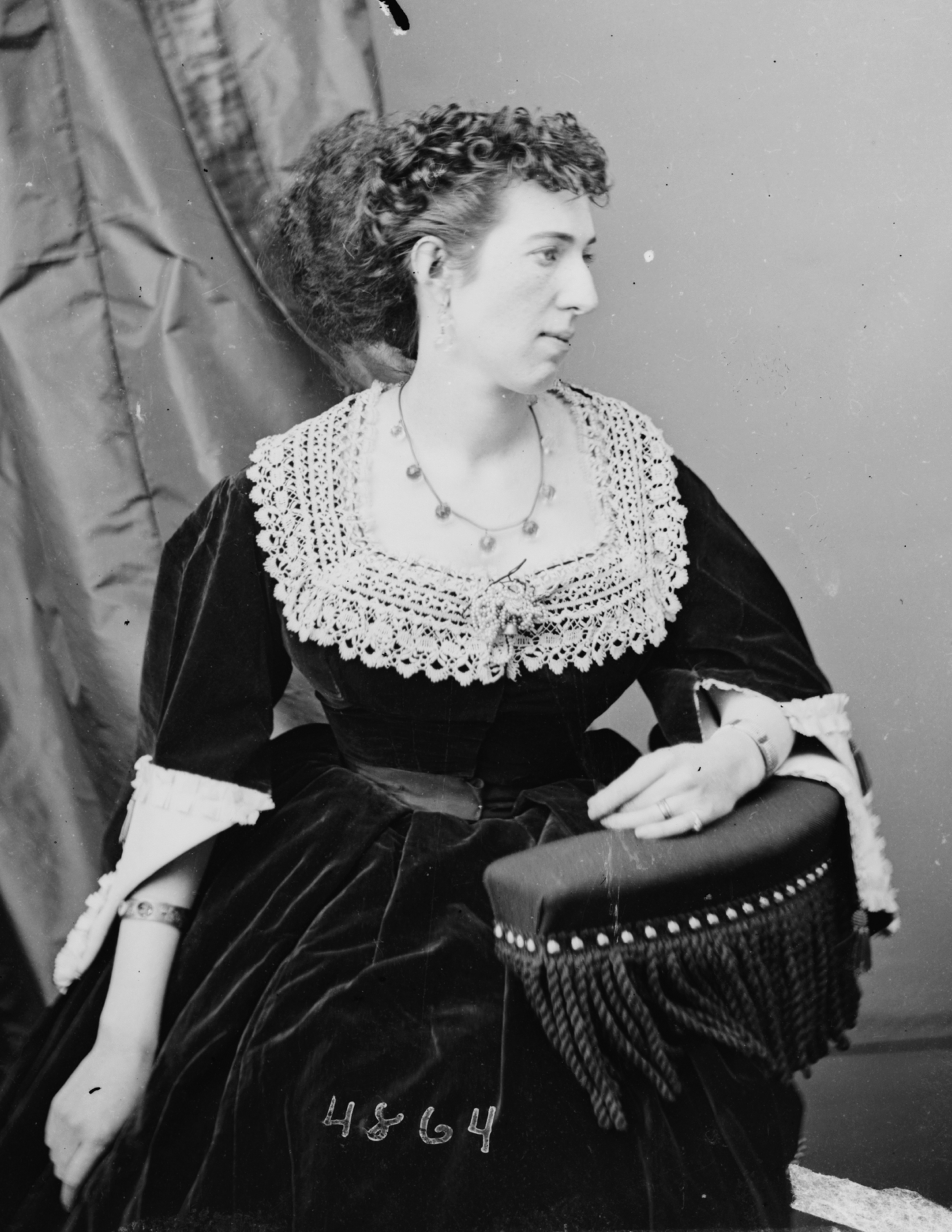
Belle Boyd, spia
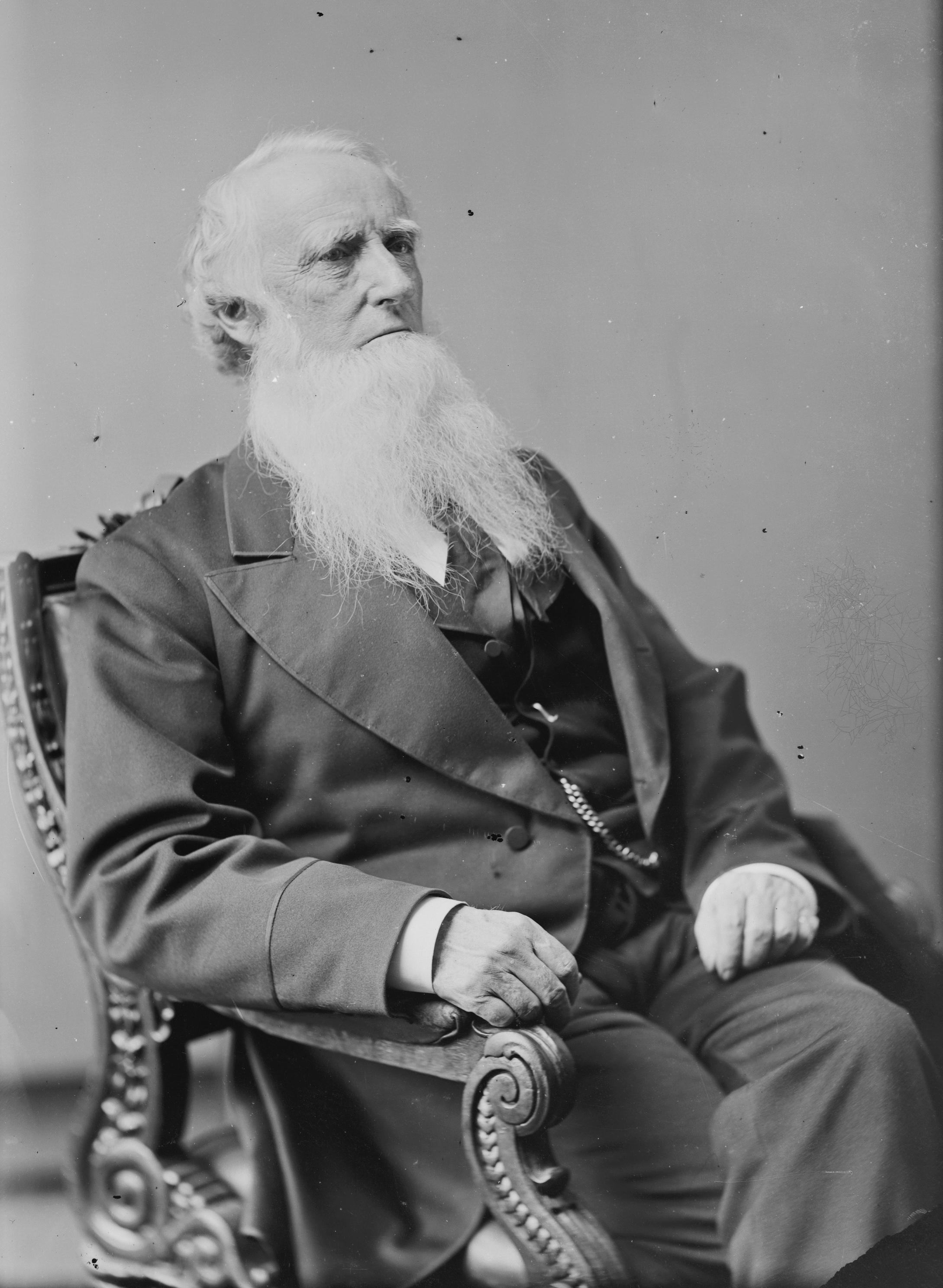
Allen Taylor Caperton, politico
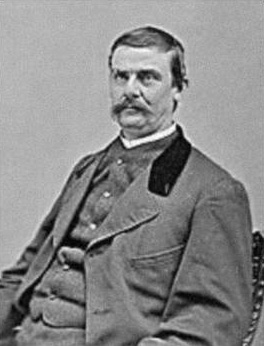
John Echols
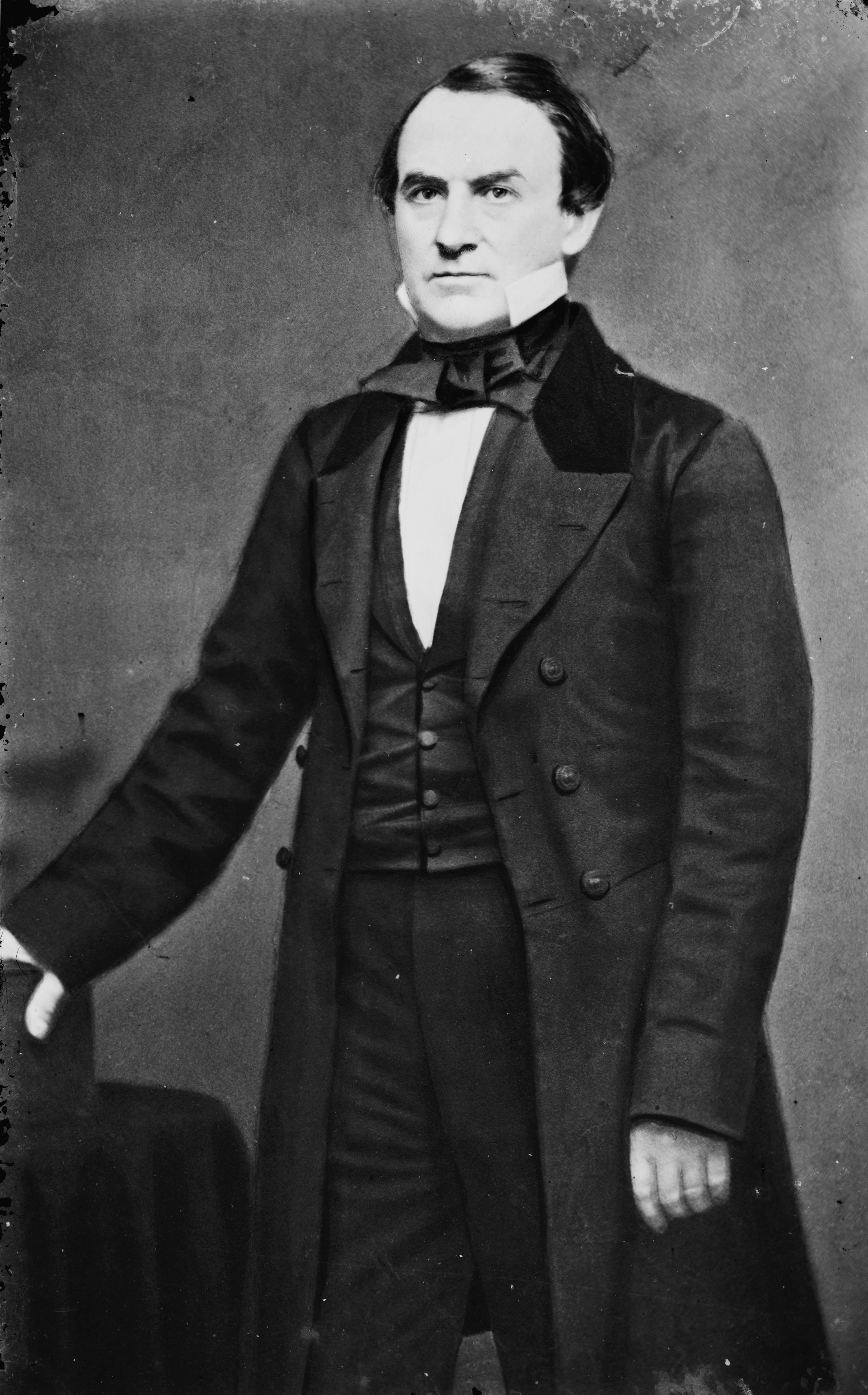
Charles James Faulkner
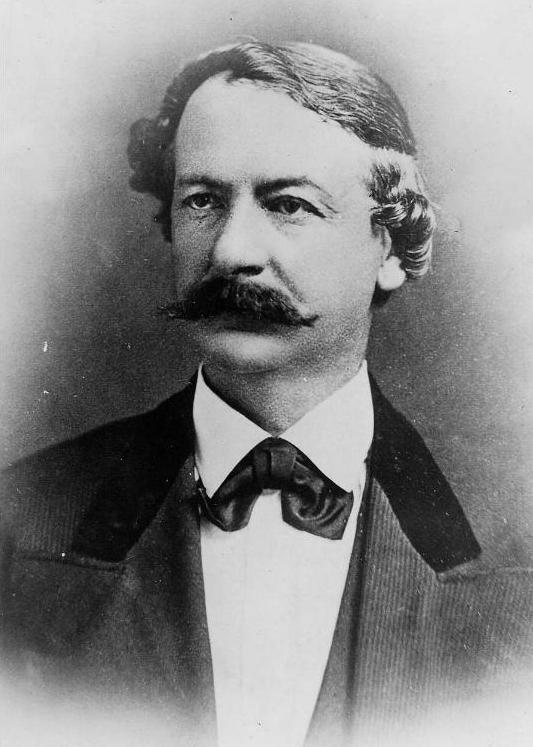
William Lowther Jackson
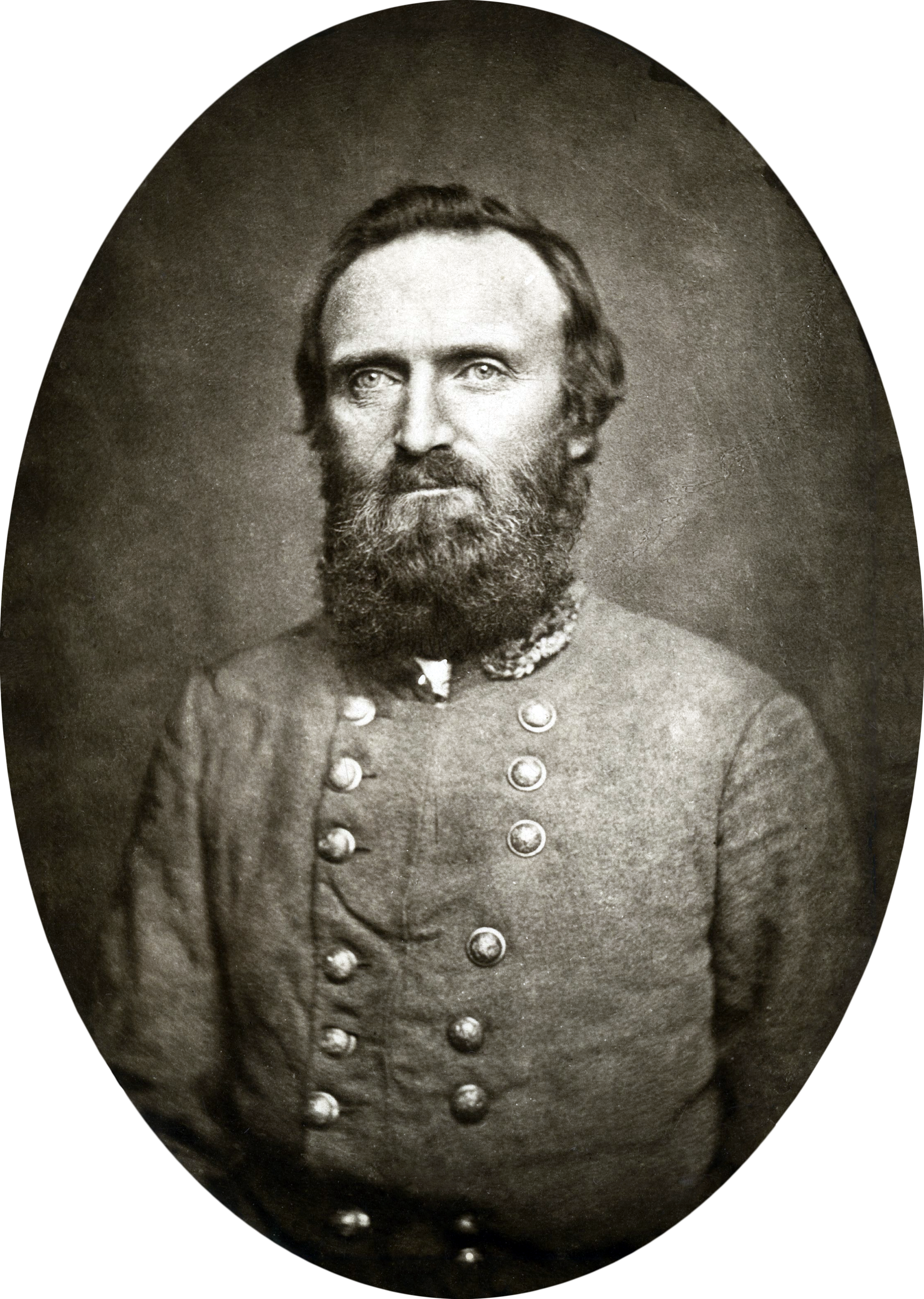
Thomas Jonathan Jackson
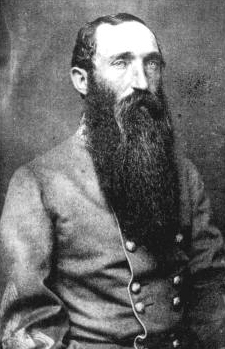
Albert Gallatin Jenkins
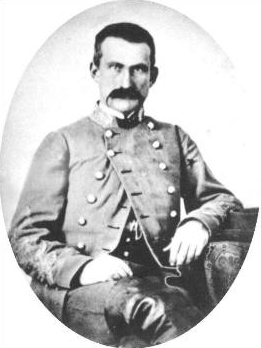
John McCausland, Jr.
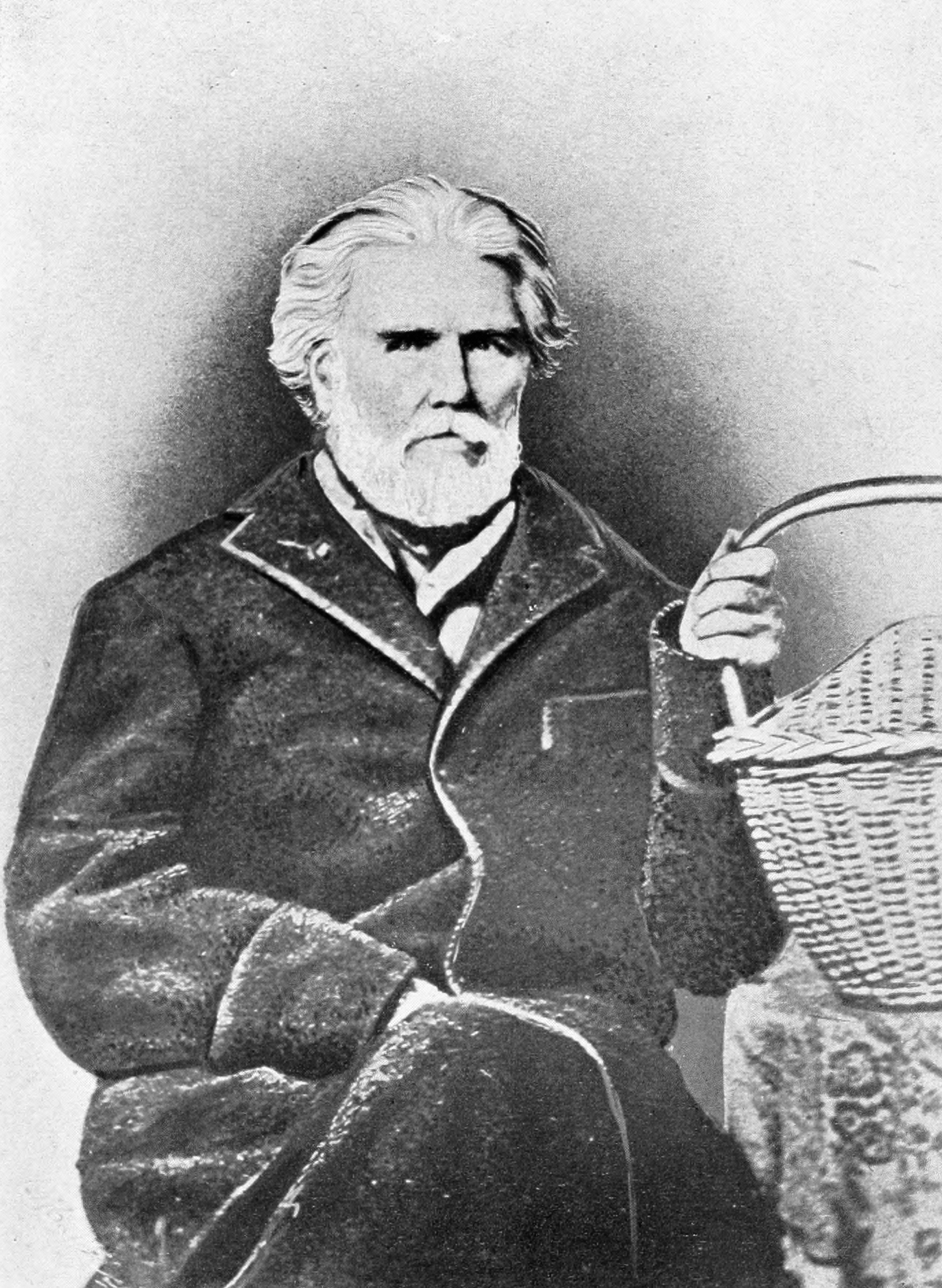
Angus William McDonald
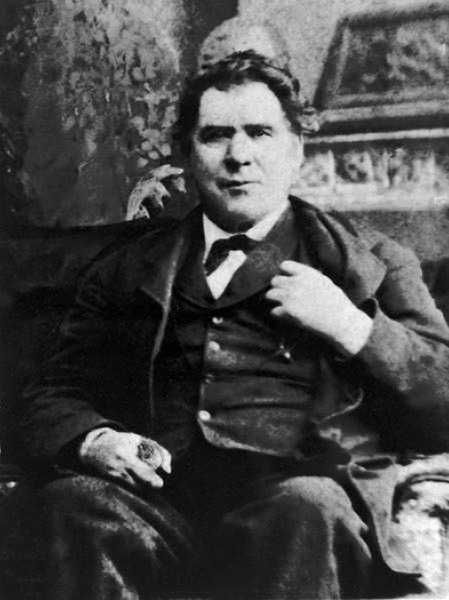
Alexander W. Monroe
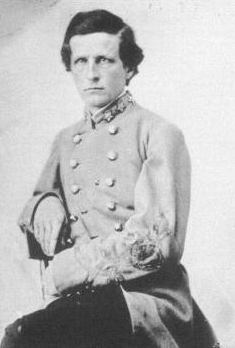
Edwin Gray Lee
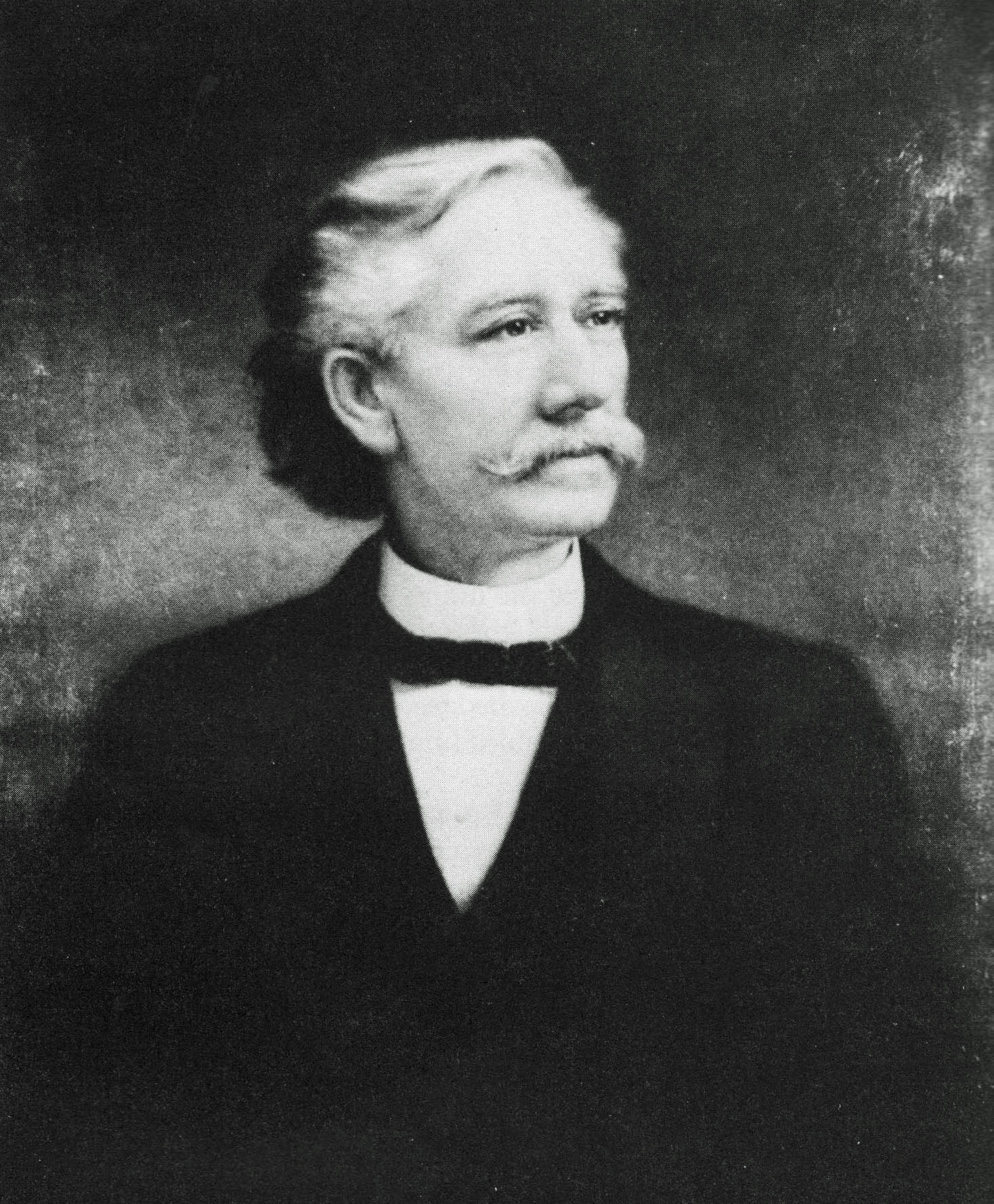
Charles Triplett O'Ferrall
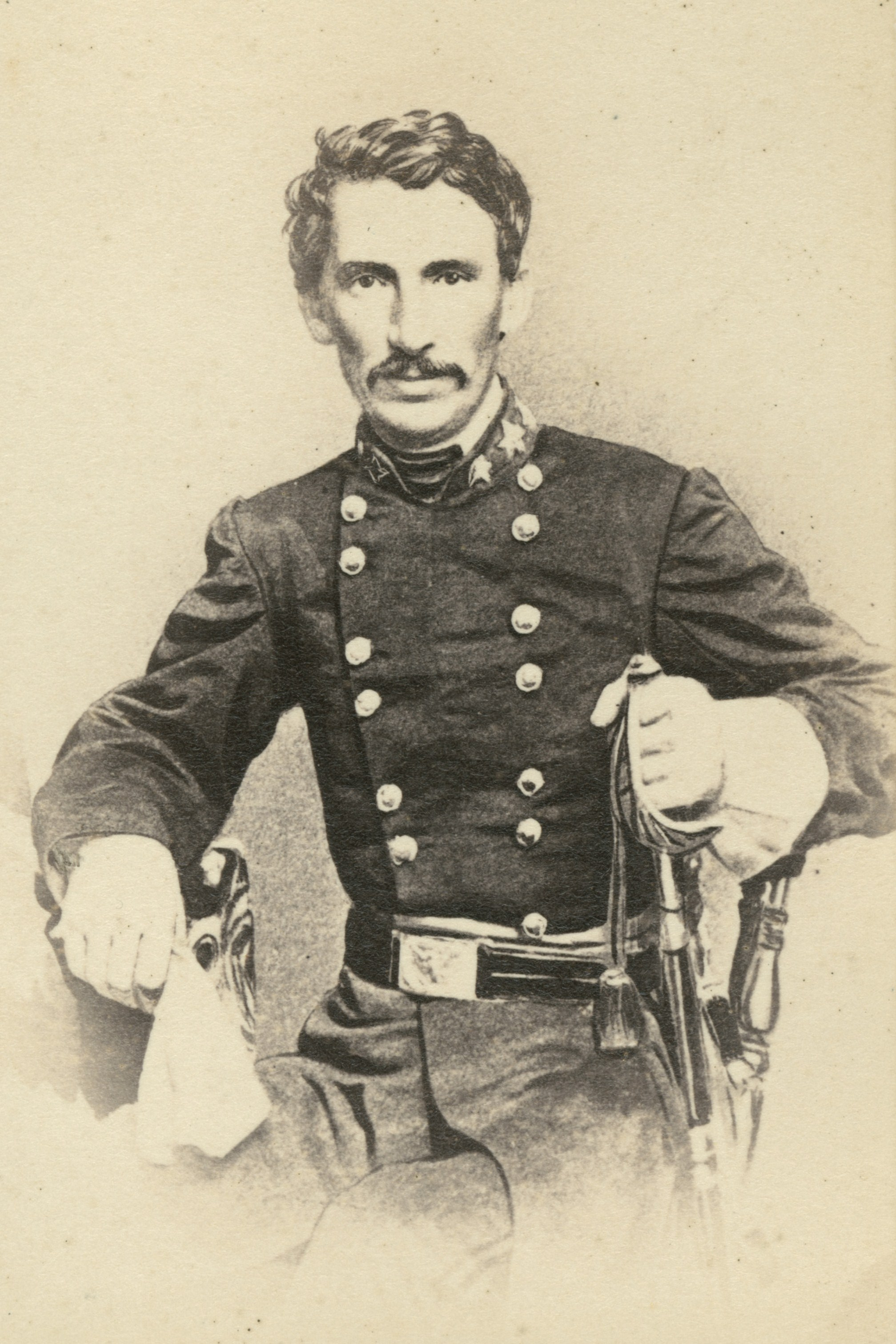
Meriwether Jeff Thompson